# Viatura policial nos Estados Unidos e Canadá

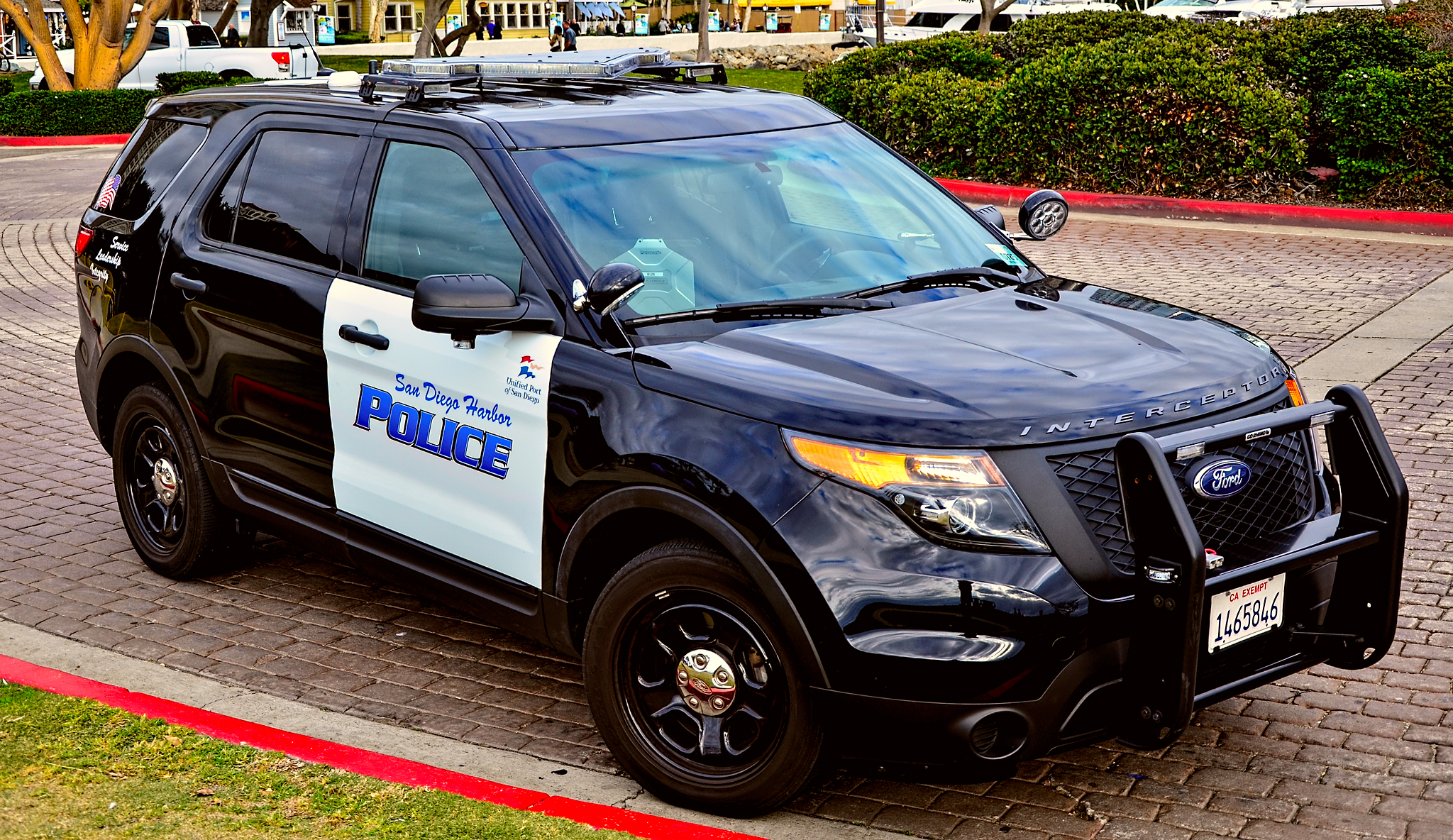
Um Ford Police Interceptor Utility a serviço da Polícia Portuária de San Diego

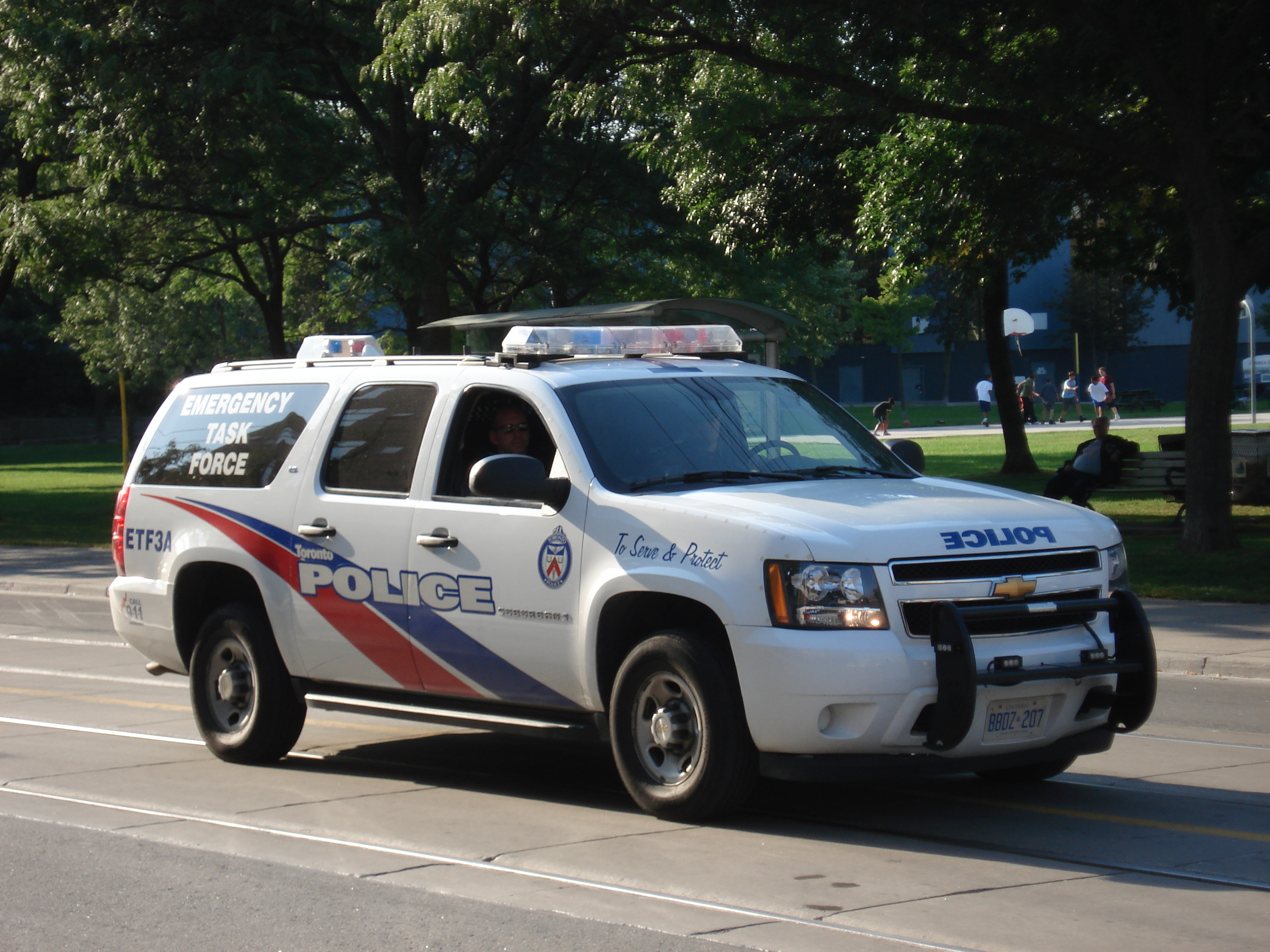
Um Chevrolet Suburban a serviço da Força-Tarefa de Emergência da Polícia de Toronto

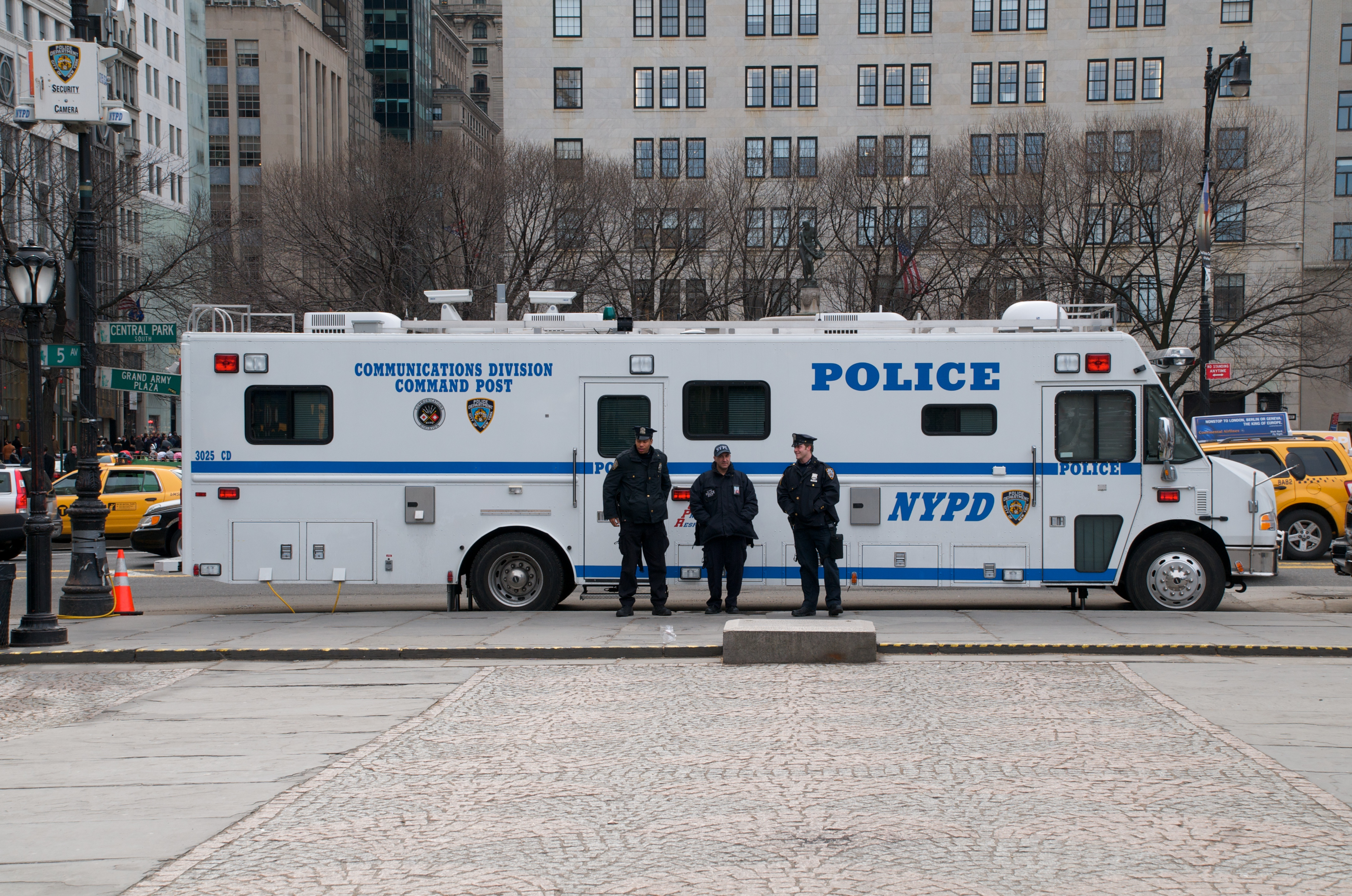
Posto de Comando da Divisão de Comunicações, Departamento de Polícia da Cidade de Nova York.

Os veículos policiais nos Estados Unidos e no Canadá são produzidos por diversos fabricantes e estão disponíveis em três grandes tipos de veículos: Veículos de Perseguição Policial (PPV), Veículos de Serviço Especial (SSV) e 'Pacote' de Serviço Especial (SSP).
Os veículos de perseguição policial são os carros de polícia mais comuns. Eles estão equipados para lidar com a grande maioria das tarefas, incluindo chamadas de perseguição e situações urgentes. Veículos de Serviço Especial (SSV) e Pacote de Serviço Especial (SSP) são veículos especializados, como veículos utilitários esportivos e carros esportivos. Eles são geralmente mais pesados e podem vir com pacotes opcionais especializados para tarefas específicas, mas normalmente não são recomendados pelo fabricante para uso como veículos de perseguição.

## História
O primeiro carro de polícia foi uma carroça movida a eletricidade nas ruas de Akron, Ohio em 1899. Desde a década de 1920, o Departamento de Polícia de Nova York empregou uma frota de veículos dotados de rádio para ajudar no combate ao crime na cidades.
A introdução da Ford do motor V8 Flathead em seu Modelo 18 em 1932 – o primeiro carro de baixo custo comercializado em massa com um motor V8 – provou ser popular entre os departamentos de polícia e levou a uma forte fidelidade à marca. Por sua vez, isso deu à empresa uma vantagem de captura de mercado que durou até 1968. Nas décadas de 1940 e 1950, as "Três Grandes" (Ford, General Motors e Chrysler) começaram a oferecer pacotes policiais especializados. O primeiro deles era o pacote Ford de 1950, que utilizava o motor Mercury maior e mais potente no menor e mais leve veículo da Ford. Isso acabou com a prática de alguns policiais estaduais de comprar modelos maiores e mais poderosos, porém mais caros, incluindo Buick, Hudson e Chrysler. Em 1969, a Plymouth conquistou o primeiro lugar no mercado policial. A Chrysler manteve essa liderança até que a crise de energia dos anos 1970 levou os compradores a adotarem veículos menores. A Chrysler posteriormente descontinuou sua plataforma de tração traseira em 1989.
Nos Estados Unidos e no Canadá, os departamentos de polícia têm usado historicamente sedãs com tamanho e preço baixo desde a introdução do Modelo A, embora muitos departamentos tenham mudado para intermediários –– como o Plymouth Satellite, Ford Torino e AMC Matador –– nas décadas de 1960 e 1970, algumas polícias rodoviárias estaduais (incluindo as da Califórnia e Missouri) adotaram veículos de performance acessíveis, como o Ford Mustang, Chevrolet Camaro e AMC Javelin para uso como veículos de perseguição em alta velocidade. O Ford LTD, o Plymouth Gran Fury e o Chevrolet Caprice voltaram a ser adquiridos quando tiveram seu tamanho reduzido no final dos anos 1970.
Desde o término do Chevrolet Caprice em 1996 (embora ele retornasse posteriormente em 2010 para uso exclusivo da polícia), o Ford Crown Victoria Police Interceptor substituiu-o como carro-patrulha padrão, no entanto, a maioria dos Ford Crown Victoria já foram retirados de circulação. Na tentativa de melhor combater a ameaça de impactos na traseira que os veículos de patrulha rodoviária enfrentam quando parados no acostamento, novos modelos podiam ser equipados, opcionalmente, com um sistema de supressão de incêndio. Outros modelos como o Chevrolet Impala (8ª e 9ª gerações), Chevrolet Tahoe e Dodge Charger também ganharam um percentual do mercado. Em setembro de 2011, no entanto, a Ford descontinuou o Crown Victoria em favor do Taurus de 6ª geração. Isso ajudou a Dodge a recuperar a liderança no mercado com o Dodge Charger Pursuit, a partir de 2012.
Veículos policiais diversos podem ser comprados para diversificar a frota de um departamento de polícia a fim de minimizar a interrupção em caso de falha, acidente ou recall.
Apesar de algumas jurisdições (principalmente canadenses) escolherem usar sedans de tração dianteira com motores V6 menores,  V8 de tração traseira ainda é amplamente preferida, devido em parte à sua consistência com o treinamento de perseguição, bem como, em geral, maior confiabilidade. Além disso, os testes com veículos FWD, como o Taurus e o Impala, mostraram-se problemáticos em termos de custos de manutenção. Desde a década de 1920, o Departamento de Polícia de Nova York empregou uma frota de veículos dotados de rádio para ajudar no combate ao crime na cidades.
A introdução da Ford do V-8 de cabeça plana em seu Modelo 18 em 1932 – o primeiro carro de baixo custo comercializado em massa com um motor V8 – provou ser popular entre os departamentos de polícia e levou a uma forte fidelidade à marca. Por sua vez, isso deu à empresa uma vantagem de captura de mercado que durou até 1968. Nas décadas de 1940 e 1950, as "Três Grandes" (Ford, General Motors e Chrysler) começaram a oferecer pacotes policiais especializados. O primeiro deles era o pacote Ford de 1950, que utilizava o motor Mercury maior e mais potente no menor e mais leve veículo da Ford. Isso acabou com a prática de alguns policiais estaduais de comprar modelos maiores e mais poderosos, porém mais caros, incluindo Buick, Hudson e Chrysler. Em 1969, a Plymouth conquistou o primeiro lugar no mercado policial. A Chrysler manteve essa liderança até que a crise de energia dos anos 1970 levou os compradores a adotarem veículos menores. A Chrysler posteriormente descontinuou sua plataforma de tração traseira em 1989. Em 1994, por exemplo, um porta-voz da Ford observou que:
É certamente verdade que qualquer carro com tração dianteira seria mais caro e difícil de manter se fosse submetido ao tipo de uso pesado que eles têm nos departamentos de polícia

## Veículos atuais

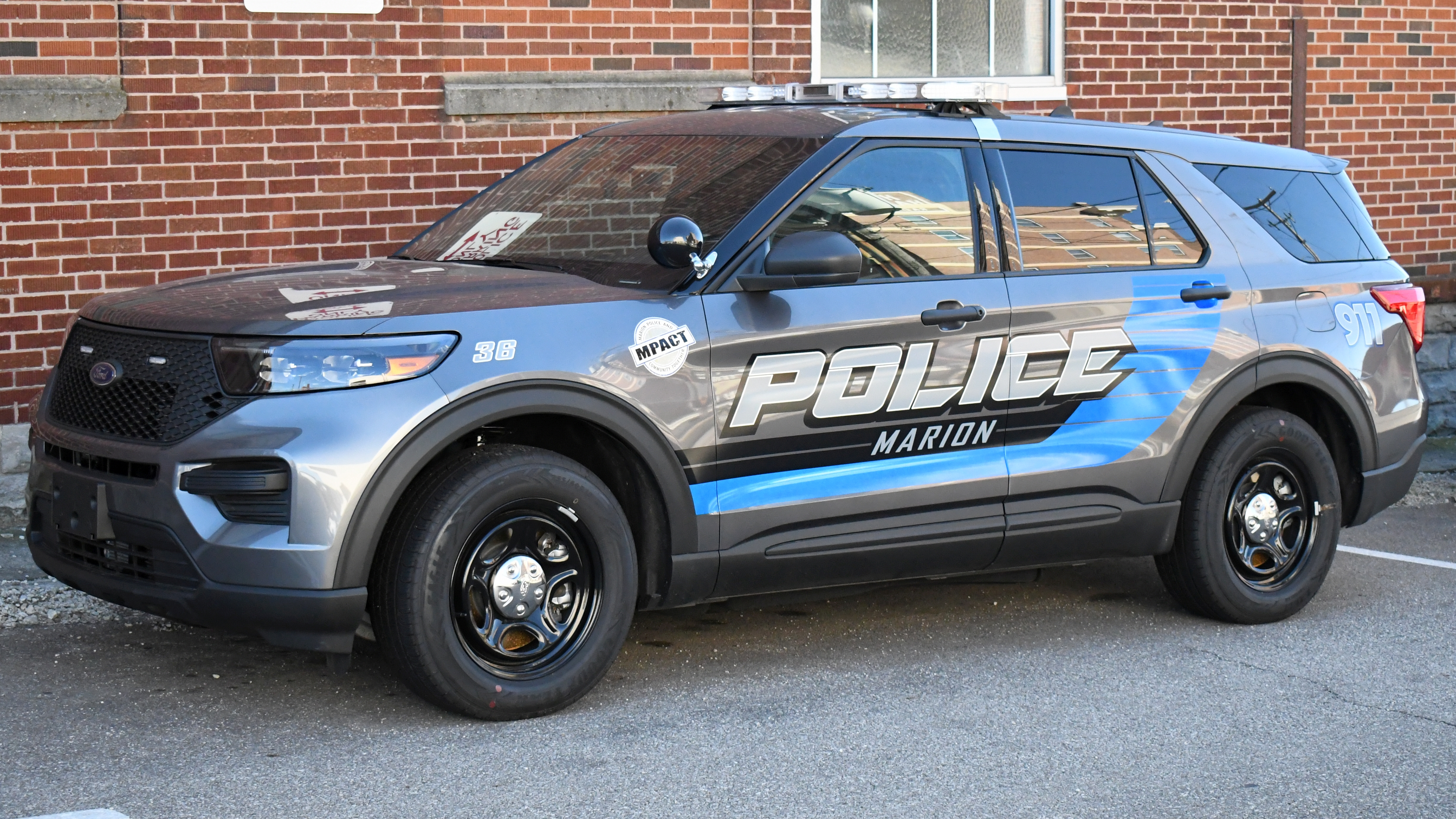
O modelo 2021 do utilitário policial passou a contar com faróis em LED

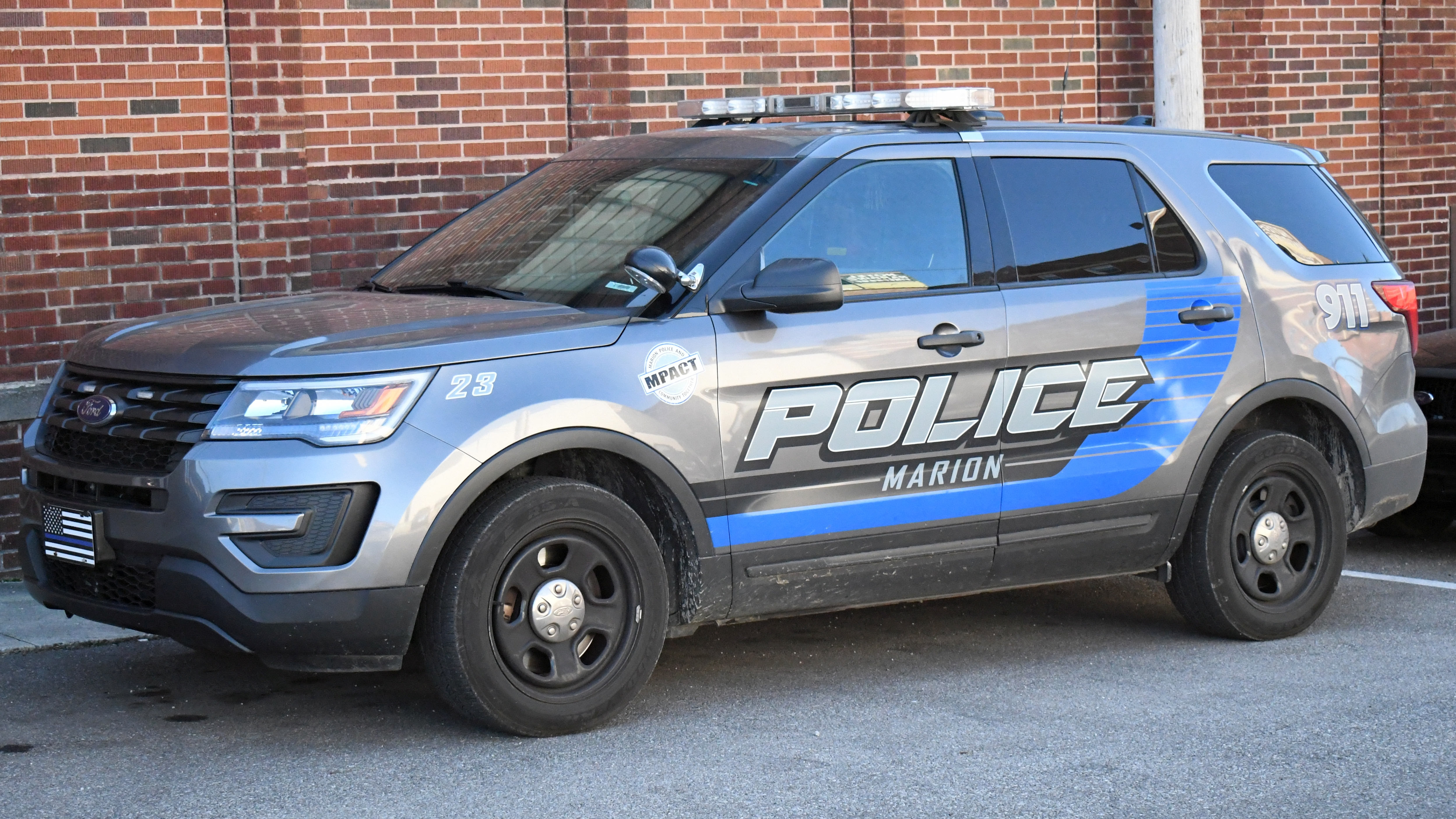
Modelo anterior contava com visual menos despojado

Sujeito às leis federais, estaduais, provinciais e locais, qualquer veículo, devidamente modificado, pode ser usado como veículo policial, mas os mais comuns são aqueles projetados ou modificados por fabricantes como veículos policiais ou de serviços especiais. Os veículos utilitários esportivos se tornaram cada vez mais populares nas frotas policiais do Canadá e dos Estados Unidos. Os benefícios frequentemente citados incluem espaço extra para o equipamento e melhor visibilidade externa devido à posição mais elevada do assento em comparação com outros sedãs. Os seguintes veículos foram apresentados pelos fabricantes, em 2021, para a avaliação da Polícia do Estado de Michigan, em seus estudos anuais para o setor:
- Chevrolet Tahoe PPV (RWD e 4WD)
- Dodge Charger Pursuit (AWD e RWD)
- Dodge Durango Pursuit
- Ford Police Interceptor Utility
- Ford F-150

Abaixo estão alguns dos veículos policiais disponíveis.
- Chevrolet Tahoe SSV
- Chevrolet Silverado SSV
- Chevrolet Express Prisoner Transport Van
- Chevrolet Traverse Municipal
- Chevrolet Malibu Municipal
- Dodge Durango SSV
- Ford F-150 SSV
- Ford Expedition/MAX SSV
- Ford Transit SSV
- Ram 1500 Classic SSV

## Aparência

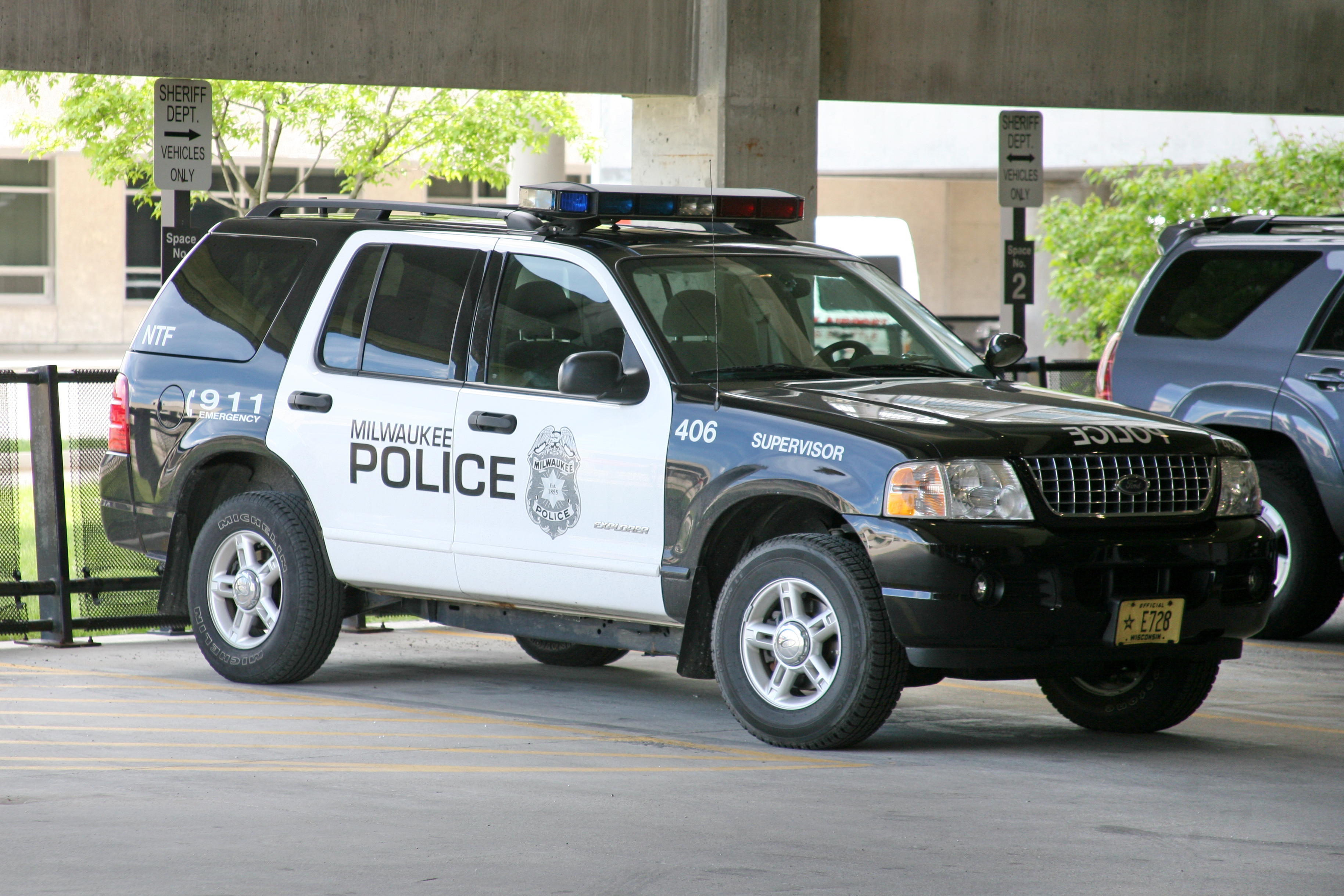
Um veículo supervisor do Ford Explorer do Departamento de Polícia de Milwaukee

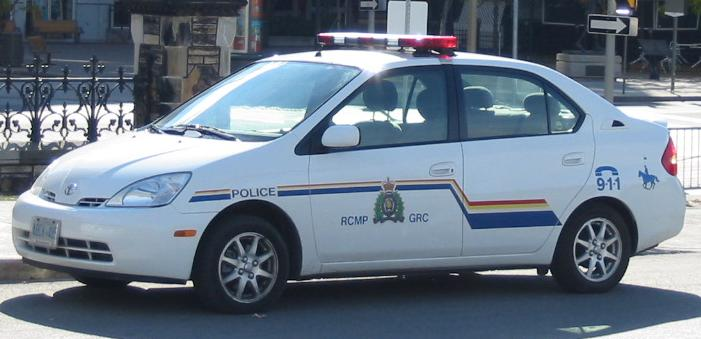
Um Toyota Prius da Polícia Montada do Canadá em Ottawa, Ontário, Canadá.

Os carros de polícia norte-americanos já foram notados por serem pintados em preto e branco, com as portas e o teto do carro pintados de branco, enquanto o porta-malas, capô, pára-lamas dianteiros e painéis traseiros eram pintados de preto. Os veículos que eram usados normalmente vinham pintados em uma única cor, geralmente branco ou preto, da fábrica e eram usados como tal. O contraste da cor preta ou branca foi adicionado para fazer o veículo se destacar dos veículos civis. Em 2007, a Polícia Provincial de Ontário (OPP) começou a converter sua frota para um esquema em preto e branco após décadas de variedades de pintura. O Departamento de Segurança Interna dos Estados Unidos recomenda, mas não exige, que as agências policiais empreguem um esquema de cores uniforme em preto e branco para facilitar a identificação visual em todo o país.
A partir da década de 1970, as marcações dos veículos policiais tornaram-se cada vez mais elaboradas, com o uso generalizado de computação gráfica e faixas de vinil. Embora os designs em preto e branco ainda sejam usados em muitas jurisdições, os carros podem variar de totalmente branco a totalmente preto. Azuis e verdes de vários tons também são usados com frequência. Marrom, bege e bronzeado são os preferidos da polícia rural e do xerife.
As marcações oficiais também variam de acordo com a jurisdição. As portas laterais e às vezes o capô de um carro de polícia geralmente trazem o emblema da agência ou o selo da cidade, geralmente com acabamento refletivo. Marcações como números de telefone de emergência, mensagens genéricas antidrogas ou anticrime ou mesmo URLs também são adotados. Algumas agências também têm números de identificação impressos nos tetos dos carros de patrulha para rastreamento por aeronave ou para distinguir unidades especializadas, como unidades K-9 ou supervisores.
Atualmente, nos Estados Unidos e no Canadá, o esquema de pintura para cada frota é determinado pela departamento ou pela legislação estadual, como em Minnesota e Ohio. Normalmente, as leis estaduais estabelecem padrões para marcações de veículos policiais e proíbem os veículos civis de usar certas marcações ou esquemas de pintura, como é o caso na Califórnia.
Hoje, a maioria das marcações de frota em veículos de patrulha são criadas a partir de vinil reflexivo com um adesivo que é aplicado de forma destacável. As cores escolhidas para representar a identidade do departamento são normalmente escolhidas por cada departamento, embora alguns estados tenham diretrizes específicas para esquemas de cores e marcações.

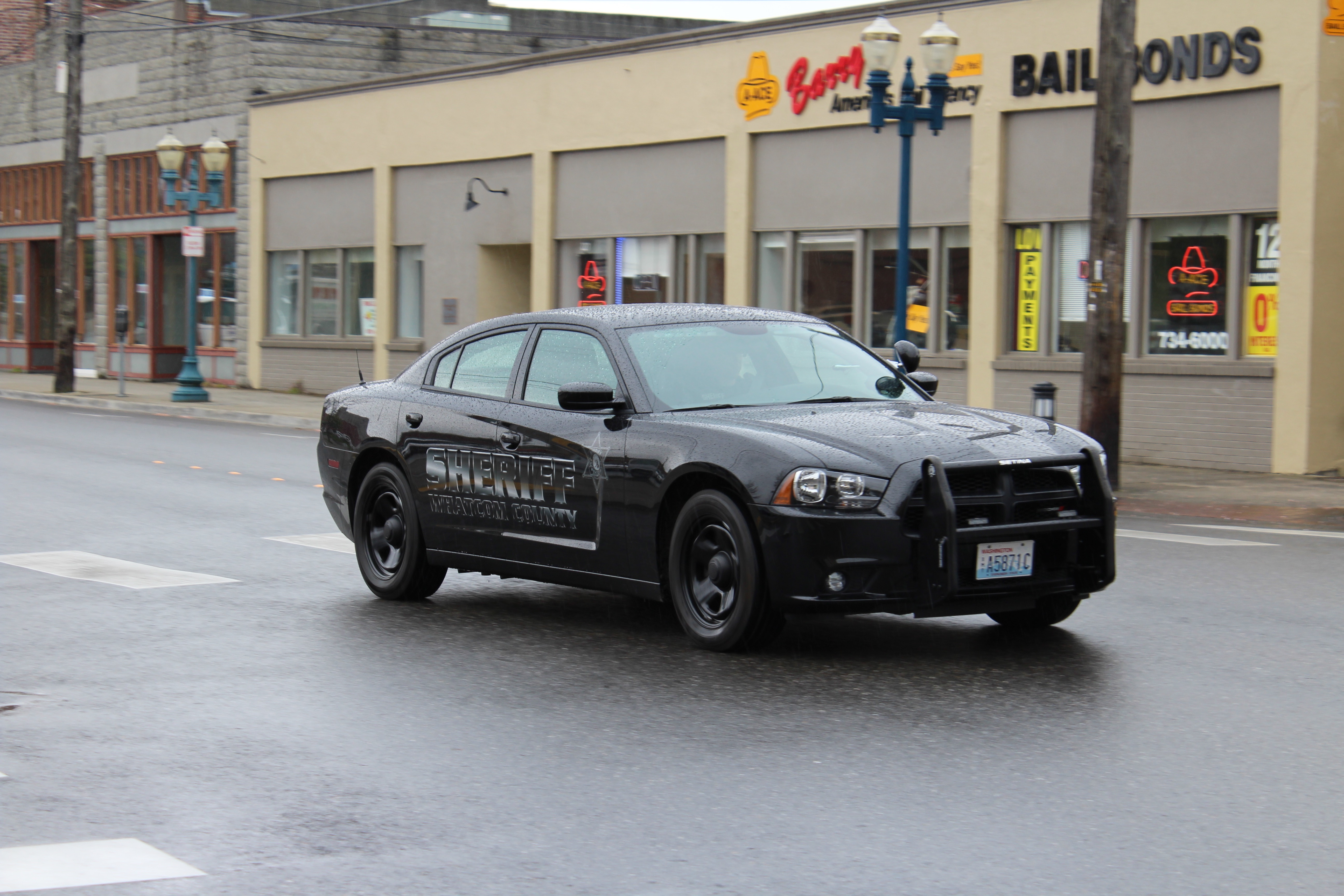
Um Dodge Charger com adesivo reflexivo discreto

Muitas agências adotam "ghost graphics", ou "carros furtivos" com topos lisos e emblema discreto para fiscalização do tráfego. Esses veículos têm marcações que são visíveis apenas em determinados ângulos e iluminação, como na parte traseira ou nas laterais, fazendo com que esses carros pareçam não marcados quando vistos de frente. Esses veículos podem atender à lei como veículo caracterizado, mas não são facilmente identificáveis à distância como um veículo regular. Por razões de segurança pública, algumas jurisdições não permitem que policiais em carros não marcados façam abordagens. Os gráficos em um carro fantasma, embora possam ser mínimos, são considerados suficientes para identificar o veículo como um veículo policial legítimo. Dependendo da jurisdição, esses veículos podem ou não ter permissão para realizar perseguições.

## Modelos por fabricante

### American Motors Corporation
- Embaixador da AMC (PPV; 1971 a 1974), Patrulhas Rodoviárias Estaduais e departamentos de polícia locais[16][17]
- AMC Matador (PPV; 1972 a 1974), Departamento de Polícia de Los Angeles e outras agências de aplicação da lei nos EUA e Canadá, bem como unidades da polícia militar[18]
- AMC Javelin 1970, usado pela Polícia Estadual do Alabama, o primeiro carro compacto usado oficialmente por uma grande organização policial[19]

### Chrysler

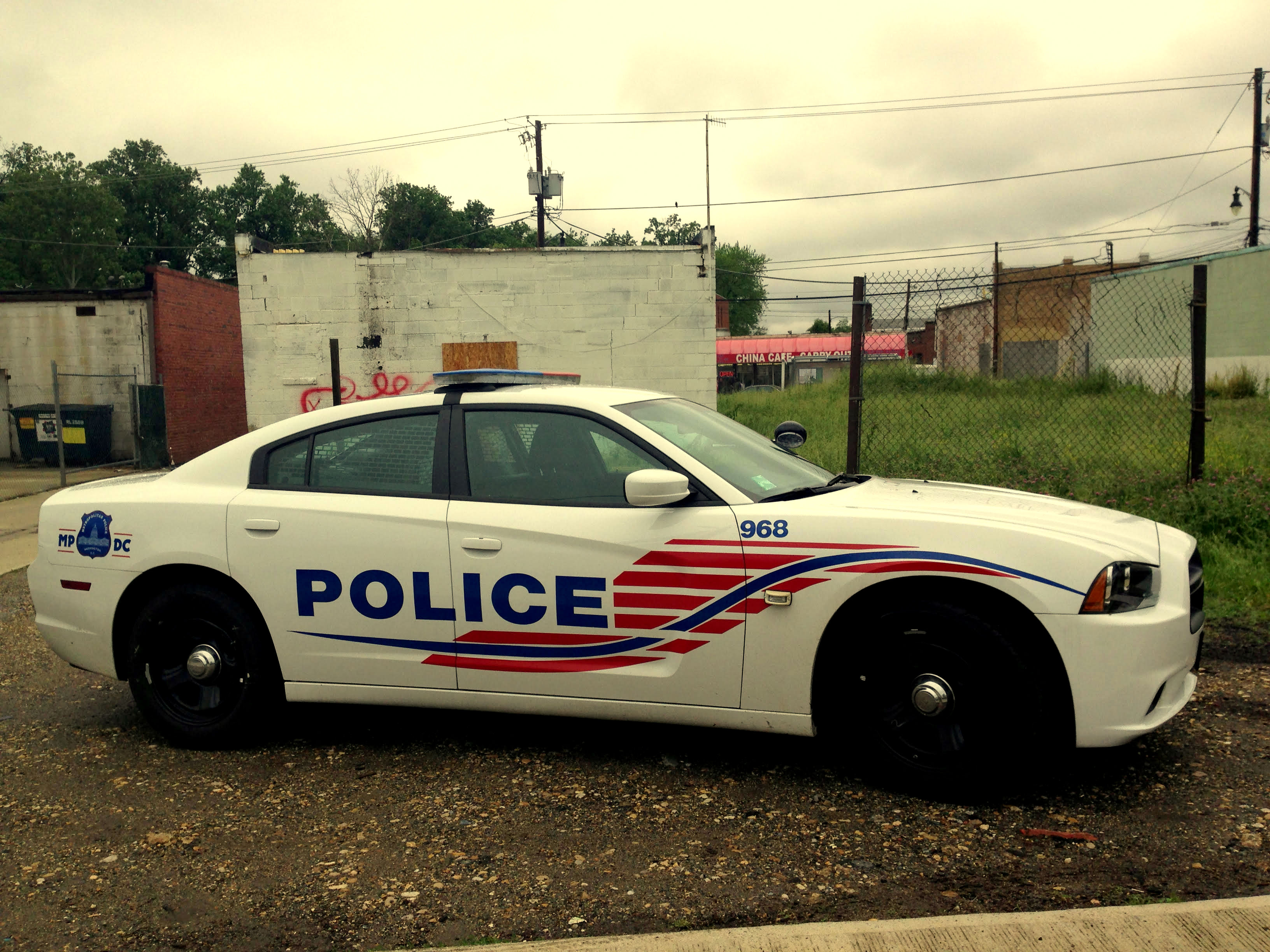
Dodge Charger do Departamento de Polícia Metropolitana do Distrito de Columbia

A Chrysler se refere a seus modelos policiais como de "Perseguição" ou "SSV".
- Chrysler Newport 1961-1964,1976,1979
- Chrysler 300 : usado por algumas agências para uso não marcado.
- Chrysler 200 : usado por algumas agências para uso não marcado.
- Chrysler Sebring : usado por algumas agências para uso não marcado.
- Chrysler Concorde : Usado por algumas agências para uso não marcado.
- Chrysler LHS : Usado por algumas agências para uso não marcado.
- Dodge Coronet 1956-1959, 1965-1975
- Dodge Dart 1960-1962, 1976
- Dodge 880 1962-1964
- Dodge Monaco 1973-1978
- Dodge Intrepid (2002-2004)
- Dodge Durango (1998-2010) (SSV, 2012 – Presente, Pursuit 2018 – Presente)
- Dodge Avenger : Usado por algumas agências para uso não marcado.
- Dodge Stratus : usado por muitas agências para uso não marcado.
- Dodge Challenger : Usado por algumas agências para uso não marcado.
- Dodge Charger (2006-presente)
- Dodge Magnum 2005-2008
- Dodge Ram (SSV, 2012 – presente)
- Dodge St. Regis 1979-1981
- Dodge Aspen 1978-1980
- Dodge Diplomat (SSV, Pursuit 1981-1989)
- Dodge Polara (1961-1973)
- Dodge Monaco (1974-1978)
- Dodge Grand Caravan (1984-2019)
- Jeep Cherokee (PPV, 1990 a 2001) (2014-2020): Uso não marcado
- Jeep Grand Cherokee : usado por algumas agências para uso não identificado.
- Jeep Liberty : Usado por algumas agências para uso não marcado.
- Jeep Patriot : Usado por algumas agências para uso não marcado.
- Plymouth Fury 1956-1989
- Plymouth Volare 1978-1980
- Plymouth Plaza 1954-1958
- Plymouth Savoy 1956-1962
- Plymouth Belvedere 1957-1969
- Satélite Plymouth 1970-1974
- Plymouth Valiant 1976

### Ford Motor Company

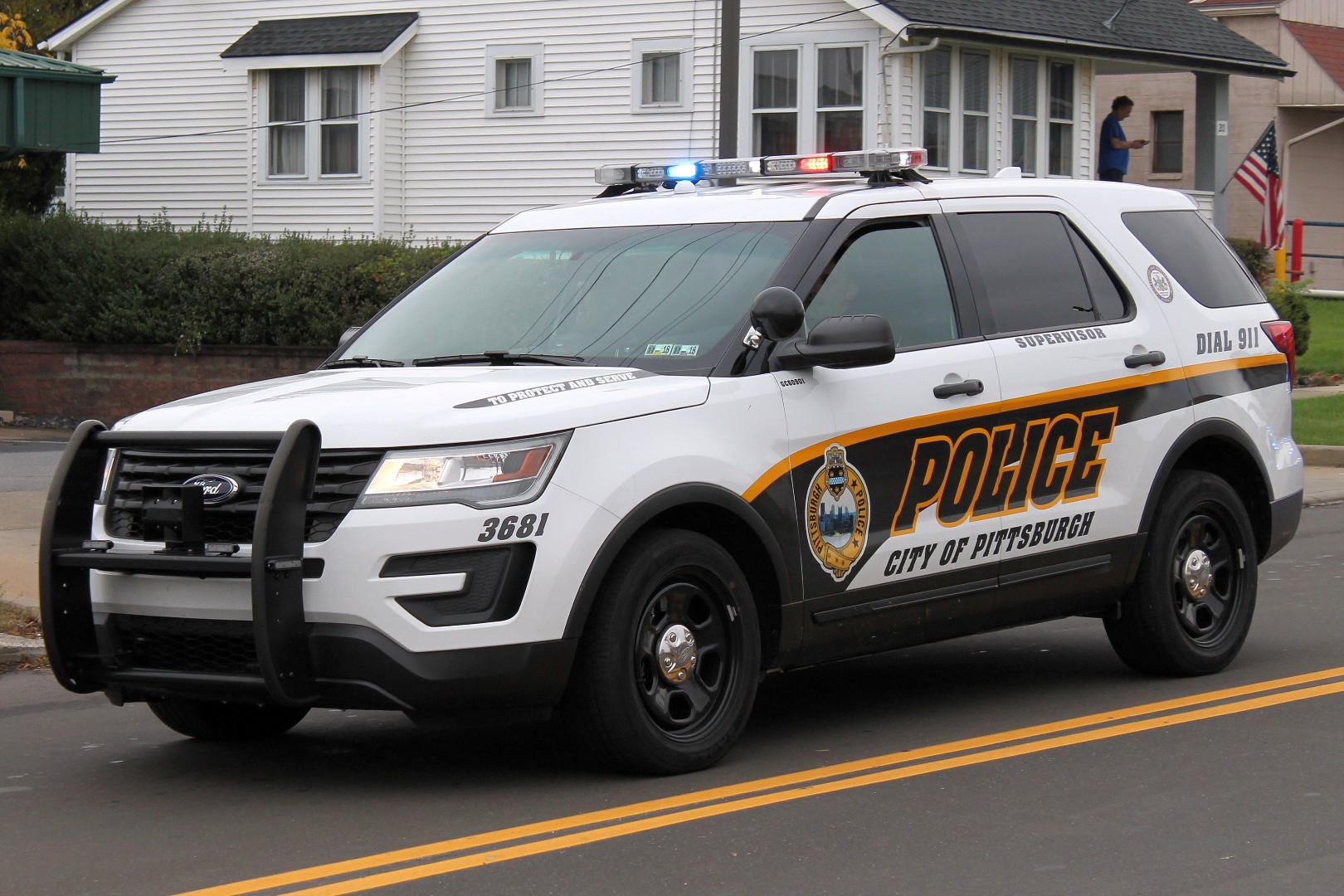
Ford Police Utility da Polícia de Pittsburgh

- Ford Torino/Ford Fairlane - 1963–1976
- Ford Galaxie/Ford Custom/Custom 300/Custom 500 - 1957–1976
- Ford Fairmont - 1978–1983
- Ford LTD II - 1977–1979
- Ford LTD - 1984–1985
- Ford Bronco
- Mercury Grand Marquis
- Mercury Monterey - 1970–1974
- Mercury Montego - 1970–1976
- Mercury Milan
- Mercury Sable
- Mercury Zephyr - 1978–1983
- Ford Crown Victoria (a grande maioria das forças policiais na América do Norte usava o Crown Victoria como viatura padrão) Utilitário da Polícia de Kent

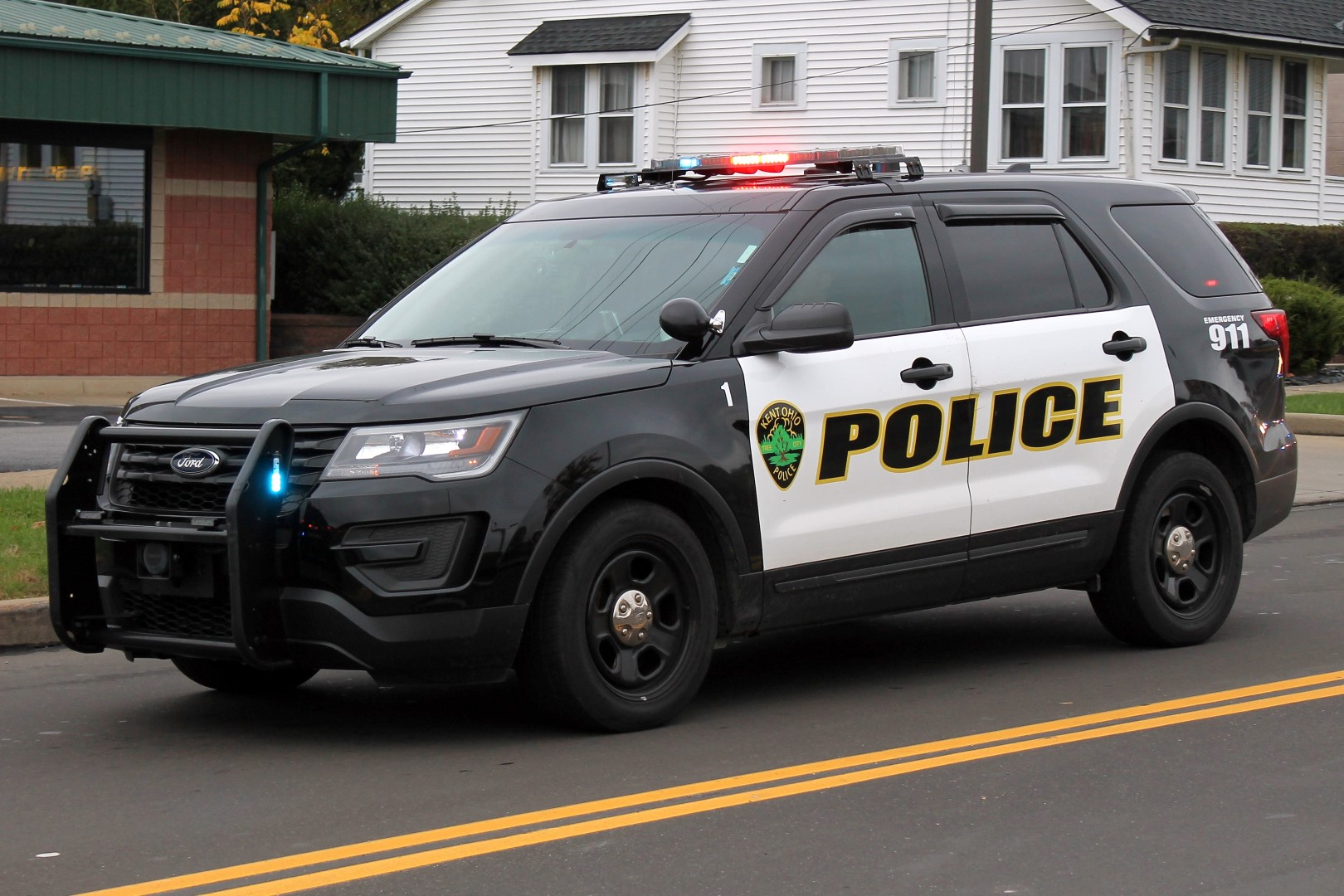
Utilitário da Polícia de Kent

- Ford LTD / LTD-S / LTD Crown Victoria (PPV; 1979–1991)
- Ford Crown Victoria Police Interceptor (CVPI) 1992–2011)
- Ford Explorer (SSV, PI, 1993–presente)
- Ford Expedition (SSV; 1998–presente)
- Ford Escape
- Excursão Ford (SSV)
- Ford F150 (SSV; 2013–presente)
- Ford Super Duty (SSV; 1999–2017)
- Ford Fusion
- Ford Quinhentos.
- Ford Taurus (1990–1995), (1996–2000), (2000–2007) (2008–2009) (PPV 2013–2018)
- Ford Mustang
- Ford Econoline (ainda em serviço com muitos esquadrões antiaéreos, unidades da SWAT e transportes de prisioneiros)

### General Motors
- Buick Century 68 (PPV; 1955–1958)
- Buick Century (1998–2005)

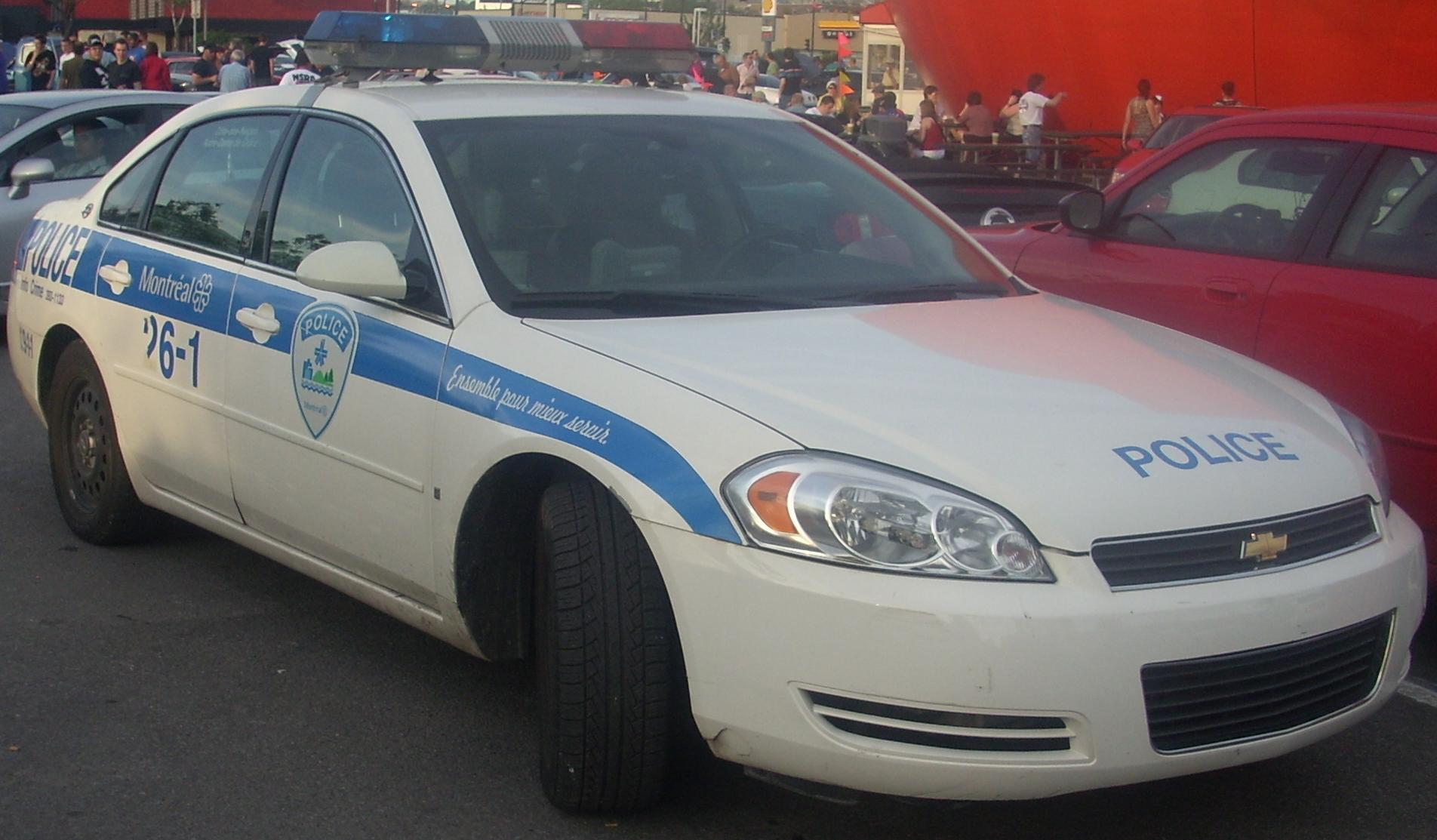
Chevrolet Impala

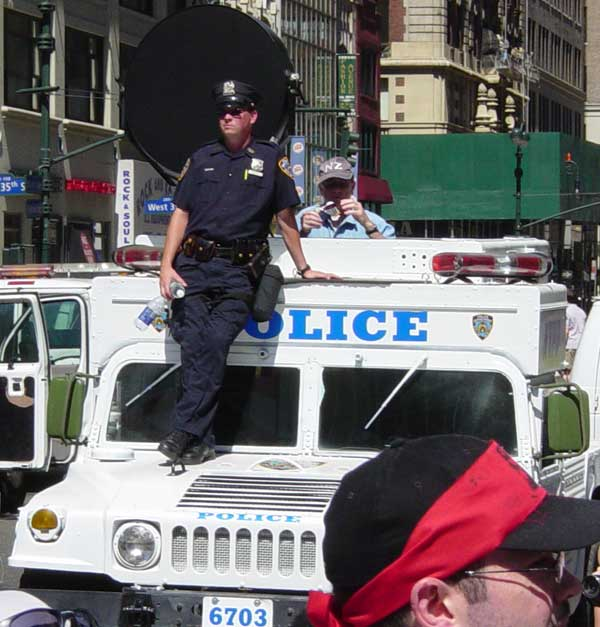
Unidade de Controle de Multidão do Departamento de Polícia da Cidade de Nova York

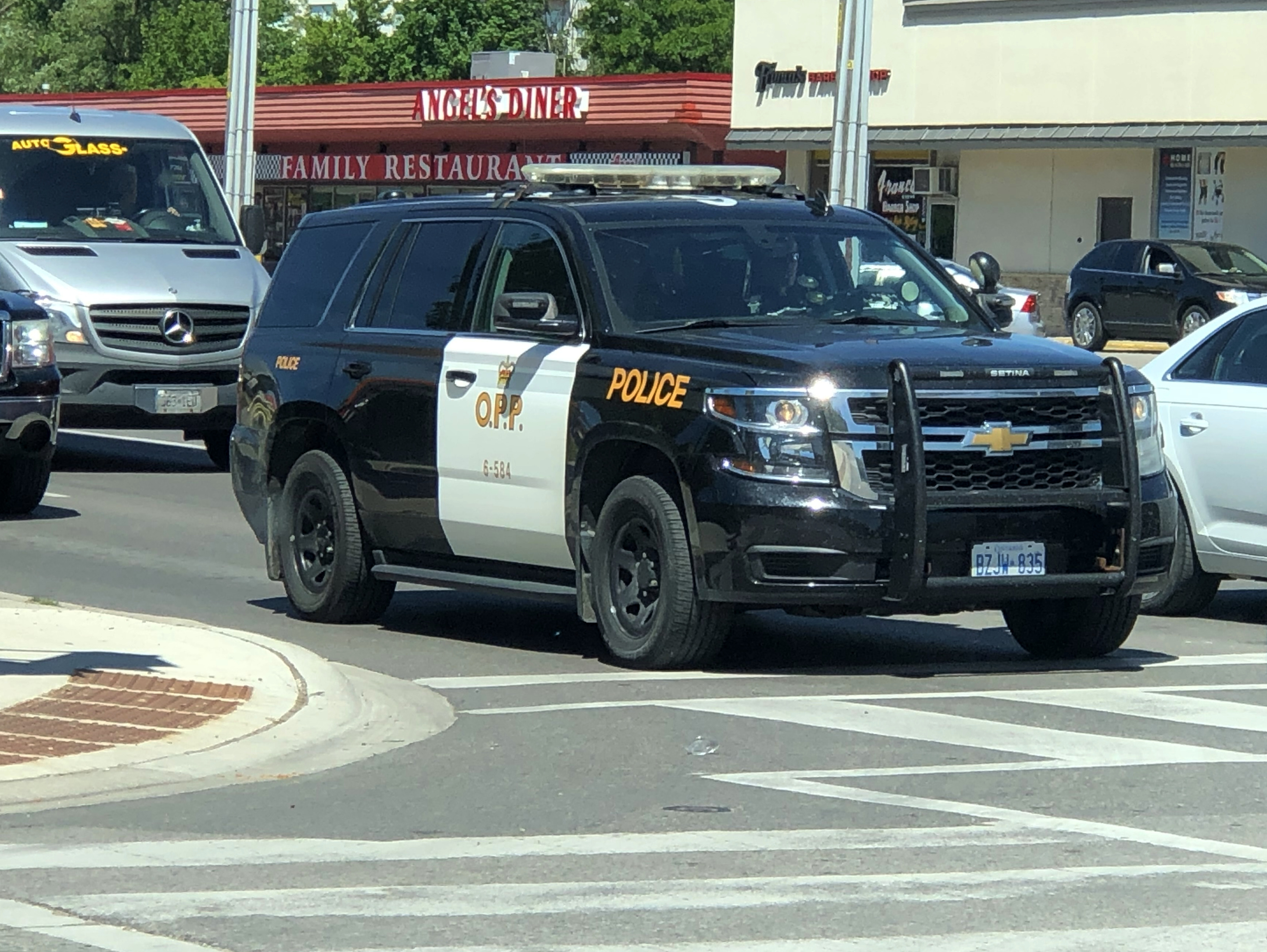
Chevrolet Tahoe, Ontario, CA

- Chevrolet Bel Air (PPV; 1959–1975, até 1981 para o Canadá)
- Chevrolet Biscayne (PPV; 1959–1972, até 1975 para o Canadá)
- Chevrolet Camaro (B4C; 1991–2002)
- Chevrolet Caprice (PPV; 1977–1996, 2011–2017)
- Chevrolet Celebrity (SSP; 1984–1986)
- Chevrolet Cruze
- Chevrolet Delray (PPV; 1958)
- Chevrolet Equinox
- Chevrolet Express (SSP; Transporte de prisioneiros)
- Chevrolet Impala (PPV; 1971–1976, 1977–1985, 2000–2016)
- Chevrolet Lumina (PPV; 1996–1999)
- Chevrolet Malibu (PPV; 1979–1983, 1998–2019)
- Chevrolet Monte Carlo (2000–2005, 2006-2007)
- Chevrolet Nova (PPV; 1975–1979)
- Chevrolet Tahoe (PPV; 1997–1999, 2005–presente)
- Chevrolet Tahoe (SSP; 2001–presente)
- Chevrolet TrailBlazer
- Chevrolet Traverse
- Chevrolet Suburban (SSP)
- Chevrolet Silverado
- GMC Acádia
- GMC Yukon
- Hummer H1 (PPV)
- Pontiac Bonneville
- Pontiac Catalina (PPV; 1971–1981)
- Pontiac G6
- Pontiac G8 (PPV; 2008–2009)
- Pontiac Grand Prix (PPV; 1996–2008)
- Pontiac LeMans (PPV; 1973–1977)
- Pontiac Parisienne (PPV; 1959–1987)

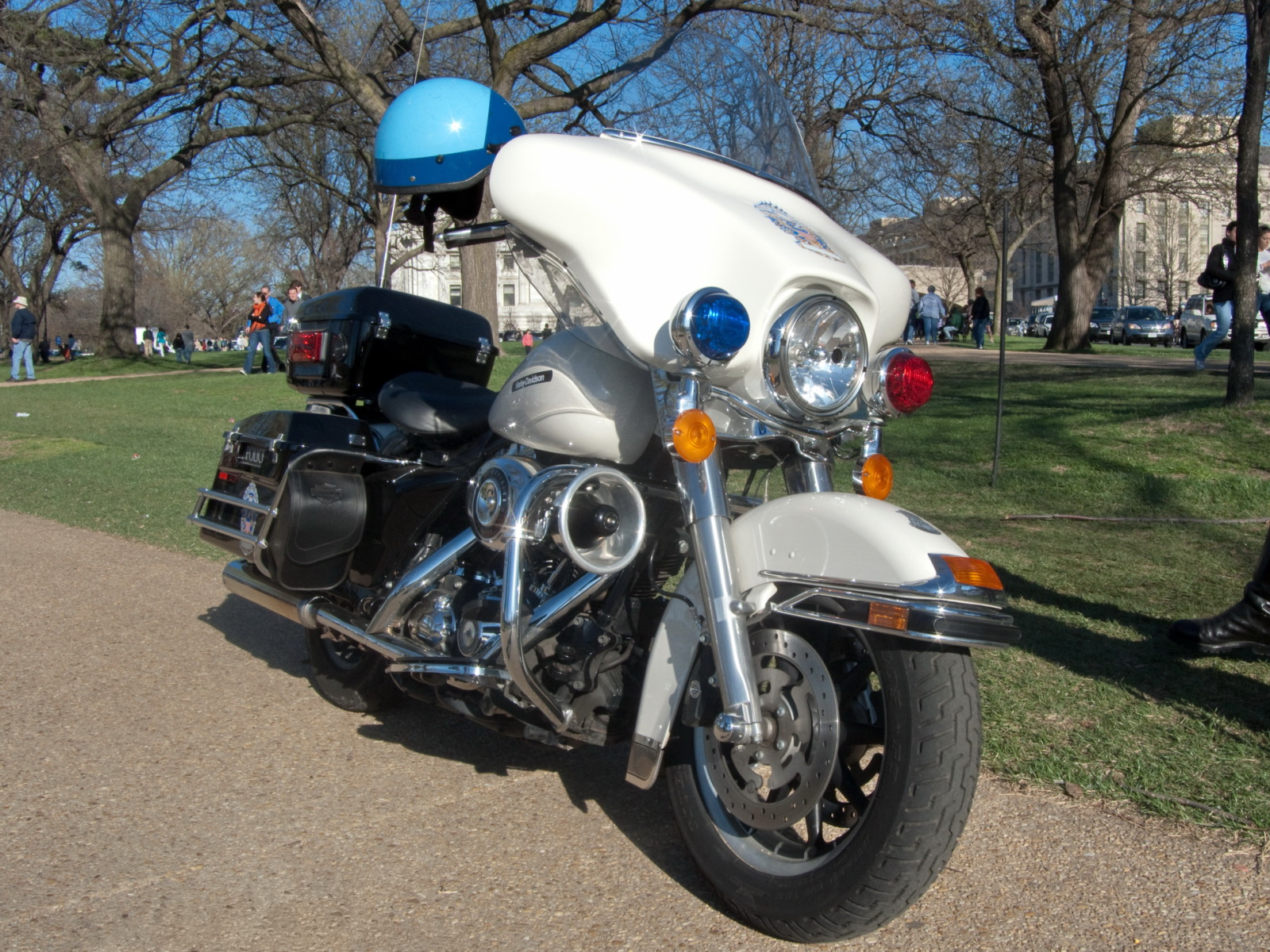
Moto Harley Davidson estacionada em parque, Washington DC

### Nissan
- Nissan Altima/Altima Hybrid (2009–2019)

### SAAB
- SAAB 900[20]

### Studebaker
- Modelo Studebaker Lark[21]
- Studebaker Commander

### Subaru
- Subaru Outback[22]

### Toyota
- Toyota Camry
- Toyota 4Runner/Toyota Tacoma Usado perto de praias pelo Departamento de Polícia de Los Angeles
- Toyota Prius - usado pelo Departamento de Polícia de Nova York a partir de 2006

### Volvo
- Volvo S70 - California Highway Patrol, 1999-2000[23]

## Outros veículos policiais

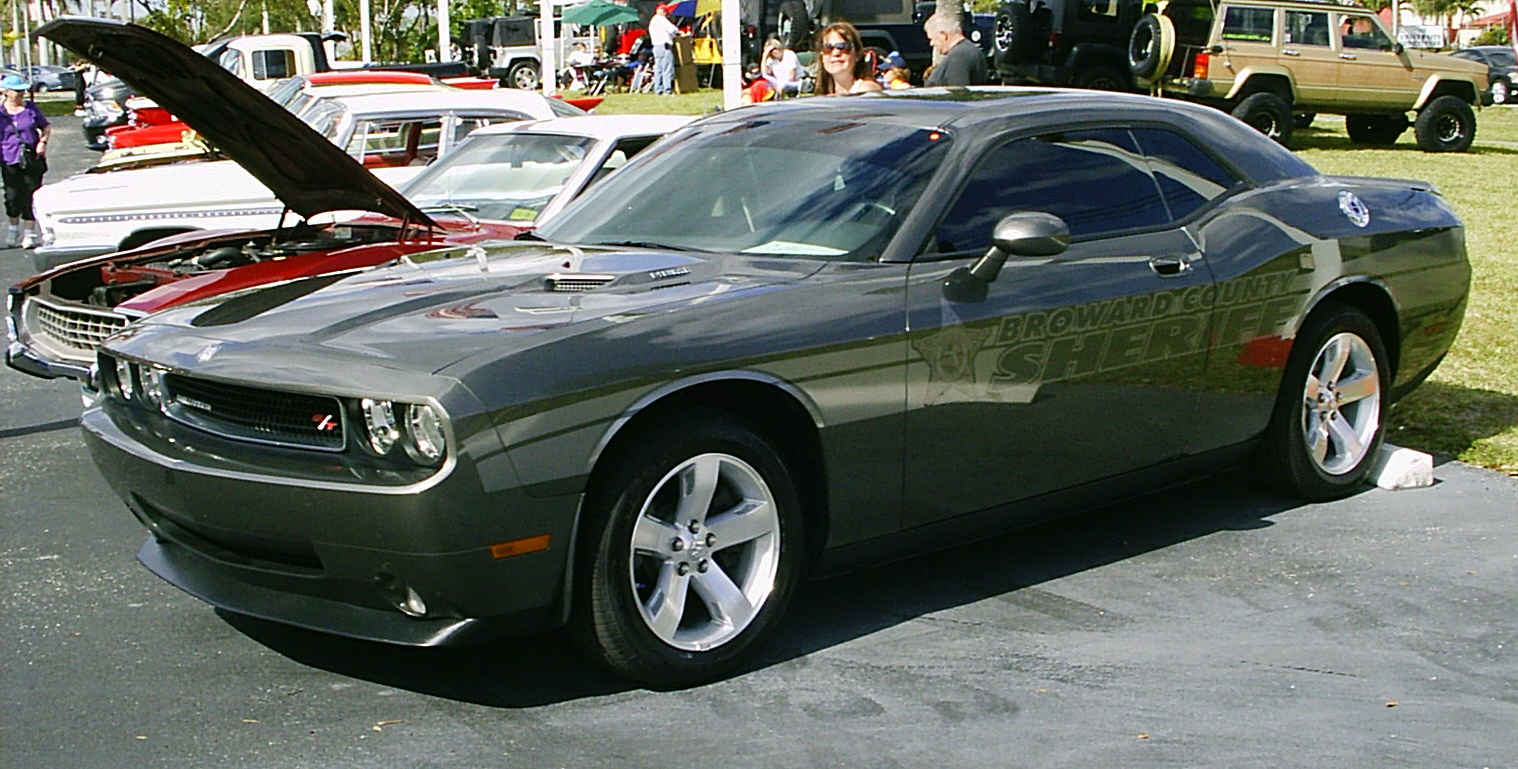
Dodge Challenger R/T usado no condado de Broward, Flórida

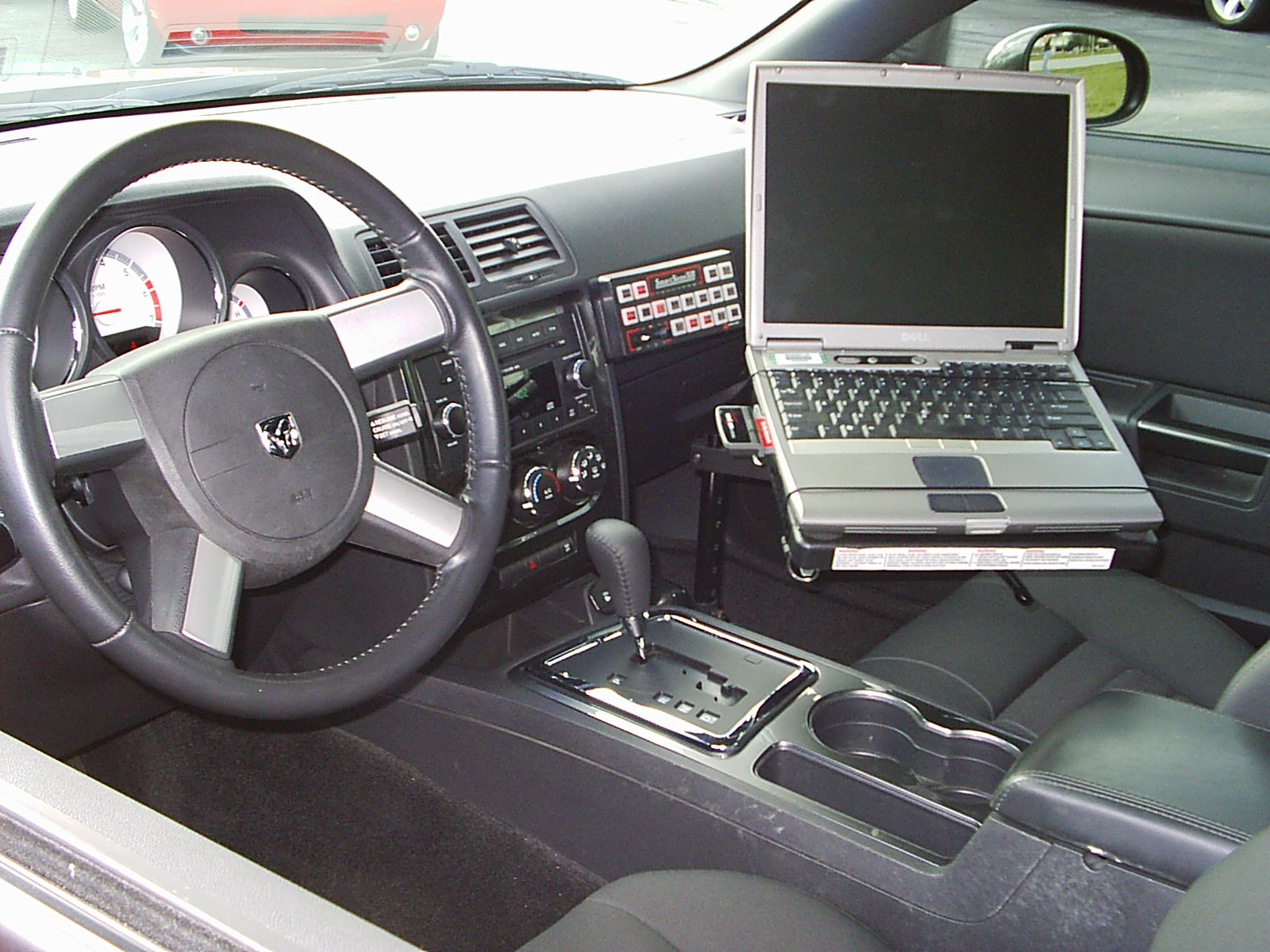
O interior de um Dodge Challenger 2010

Os departamentos de polícia também usam veículos policiais alternativos. Além disso, a polícia também pode usar veículos apreendidos, apreendidos ou confiscados.

### Alabama
- O Departamento de Polícia de Tuscaloosa já utilizou Mercedes-Benz.
- Em 2011, o Departamento de Polícia de Madison, Alabama, foi presenteado com um Corvette por dois residentes locais.[24]
- Em 1982, o Departamento de Polícia de Prichard usou Volvo 200 em serviço como parte de um contrato de arrendamento com a Volvo. Usado por muitos anos nos mercados europeus, a Volvo esperava estabelecer um mercado nos Estados Unidos para veículos oficiais. Infelizmente, devido a problemas financeiros na cidade de Prichard e altos custos de manutenção de veículos, o experimento durou apenas um ano.

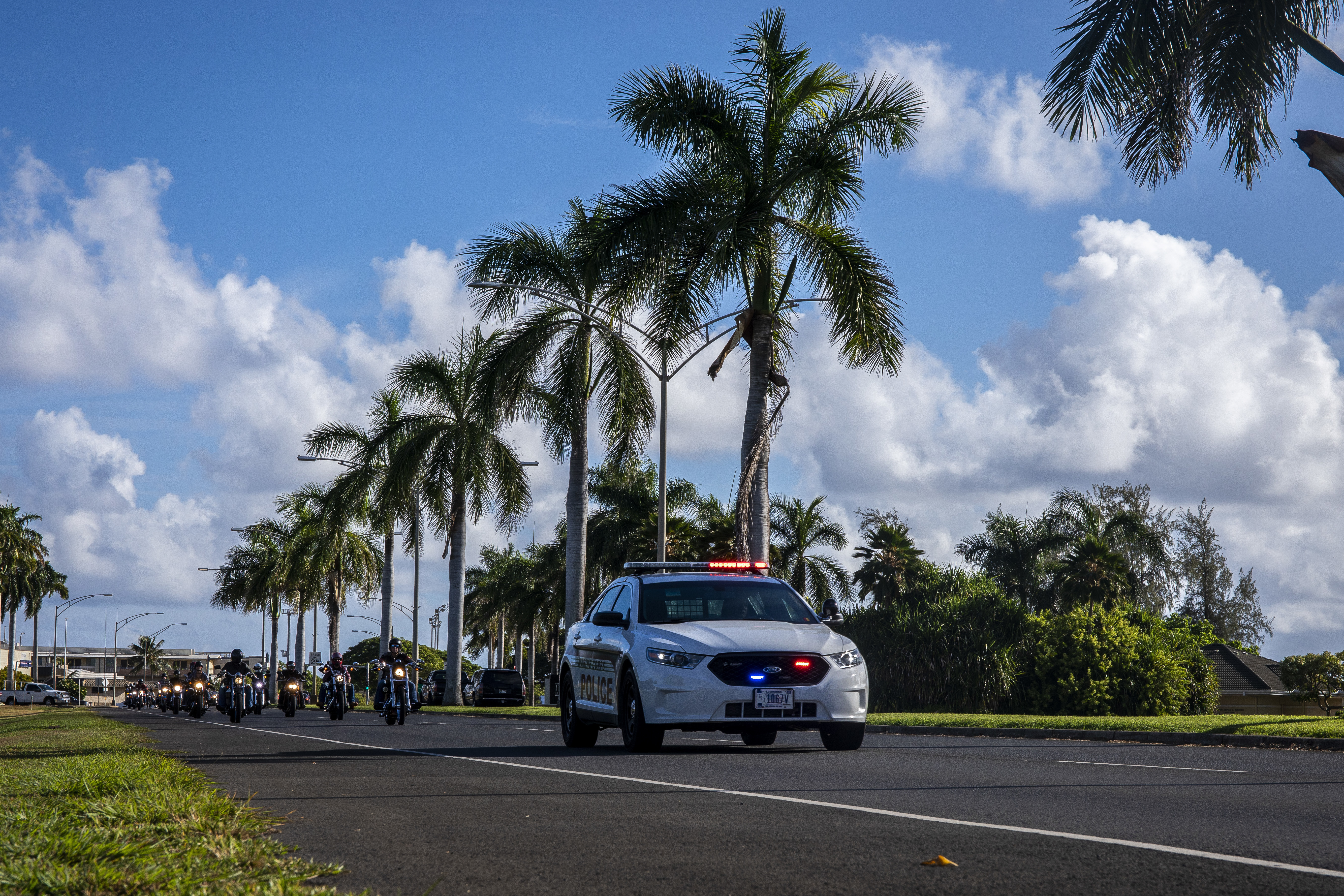
Escolta durante o tributo aos 18 anos do 11 de setembro

### Alberta
A Polícia de Calgary utiliza Cadillac Escalade, Chevrolet Tahoe, Chrysler 300, Dodge Challenger Hellcat, Dodge Charger, Dodge Durango, Ford Expedition, Ford Explorer, Ford Escape, Ford F-150, Ford Super Duty, Ford Transit, Ford Fusion, Jeep Grand Cherokee, Nissan Rogue, Chrysler 300, Buick Lacrosse, Ford Escape, Ford F-150, Dodge Durango, Jeep Cherokee (KL), Jeep Grand Cherokee, Hyundai Sonata, Nissan Altima, Suzuki Kizashi, Volkswagen Passat, BMW X5 e Ford Fusion, Ford Escape Hybrid, Ford Fusion Hybrid e Toyota Camry Hybrid

### Arkansas
- A Polícia do Estado de Arkansas utiliza o Dodge, Ford e Chevrolet

### Arizona
Alguns dos veículos que compunham a frota do estado:
- Ford: Tahoe, Explorer, Taurus, F-150, Crown Victoria e Mustang GT
- Dodge: Charger R/T e Dodge Challenger R/T
- Chevrolet: Tahoe, Malibu, Impala, Silverado
- Volvo: S90
- BMW e Kawasaki
- Cadillac: Escalade (apreendido do tráfico de drogas)[25]

### British Columbia
- Jaguar, Land Rover, Ford, Chevrolet, Dodge e Volkswagen[26]

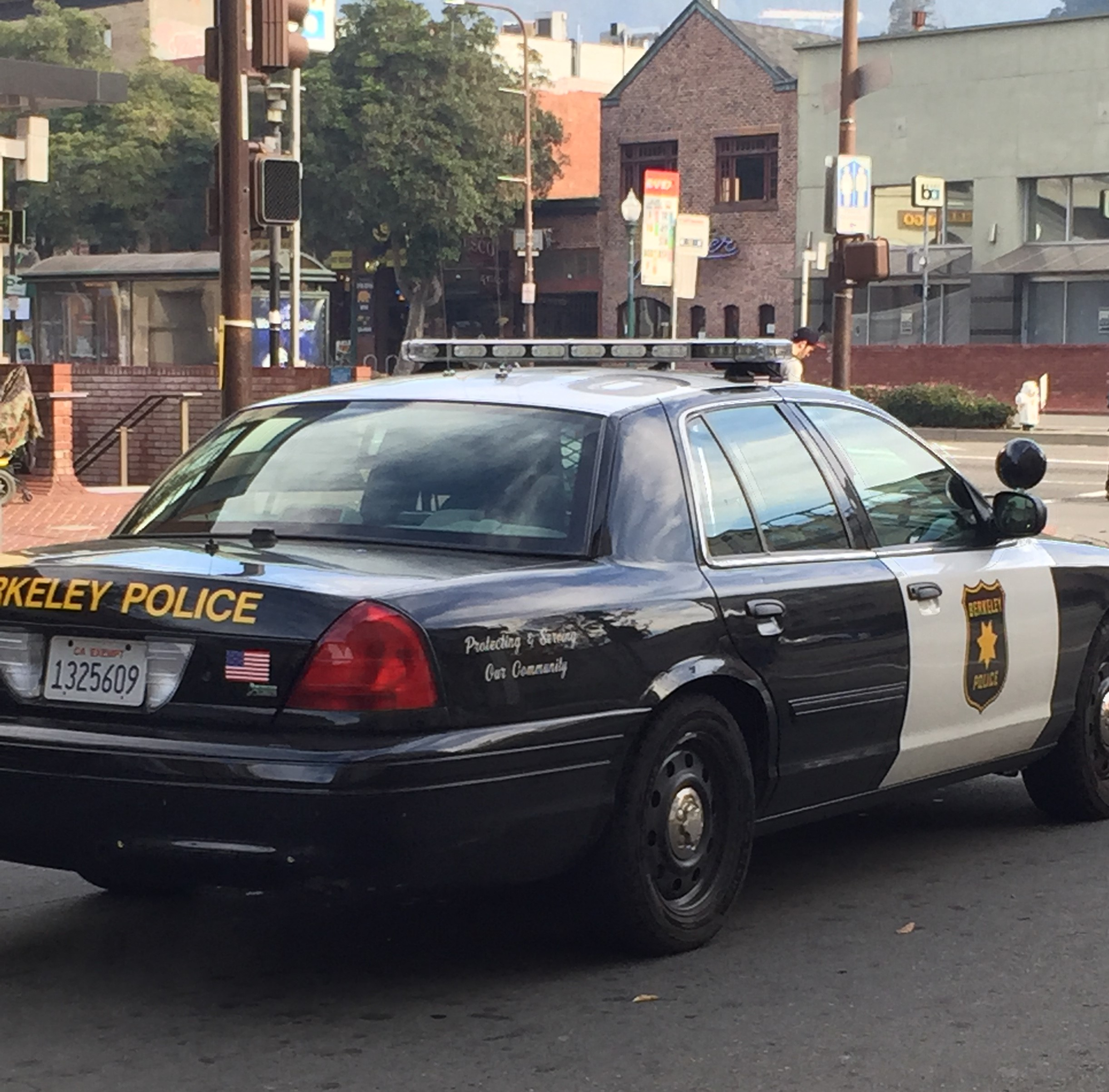
Crown Vic do Departamento de Polícia de Berkeley

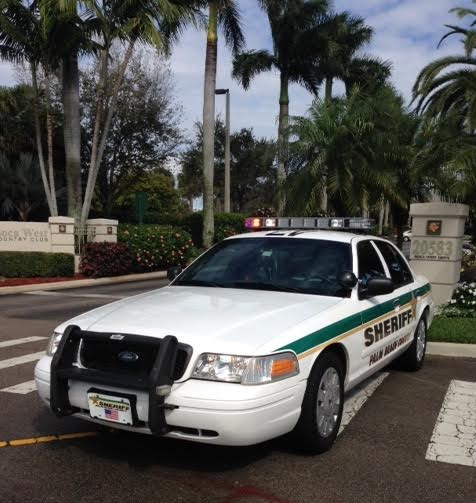
Xerife do condado de Palm Beach, Flórida

### Califórnia
- Dodge, Ford, Chevrolet, Buick, GMC, Lamborghini, Nissan, Mercedes-Benz, Tesla, Chrysler, Toyota, Honda, Kia, Pontiac, BMW, Mercury, Mazda, Volkswagen, Jeep, Plymouth, etc.

### Colorado
- Dodge, Ford, Chevrolet, AMC, Volvo, SAAB, etc.[27][28]

### Connecticut
- Dodge, Ford, Chevrolet, Toyota, Jeep, Honda, Audi, Cadillac, etc.

### Flórida
- Dodge, Ford, Chevrolet, Jeep, etc.

### Georgia
- Ford, Chevrolet, Porsche, BMW, Pontiac, Mercury, etc.

### Guam
- Dodge, Ford, Nissan, etc.

### Havaí
- Dodge, Ford, Chevrolet, GMC, Nissan, Chrysler, Toyota, Honda, Jeep, etc.

### Idaho
- Dodge, Ford, Chevrolet, etc.

### Illinois
- Dodge, Ford, Chevrolet, Nissan, Hummer, Infiniti, Humvee, Honda, Pontiac, etc.

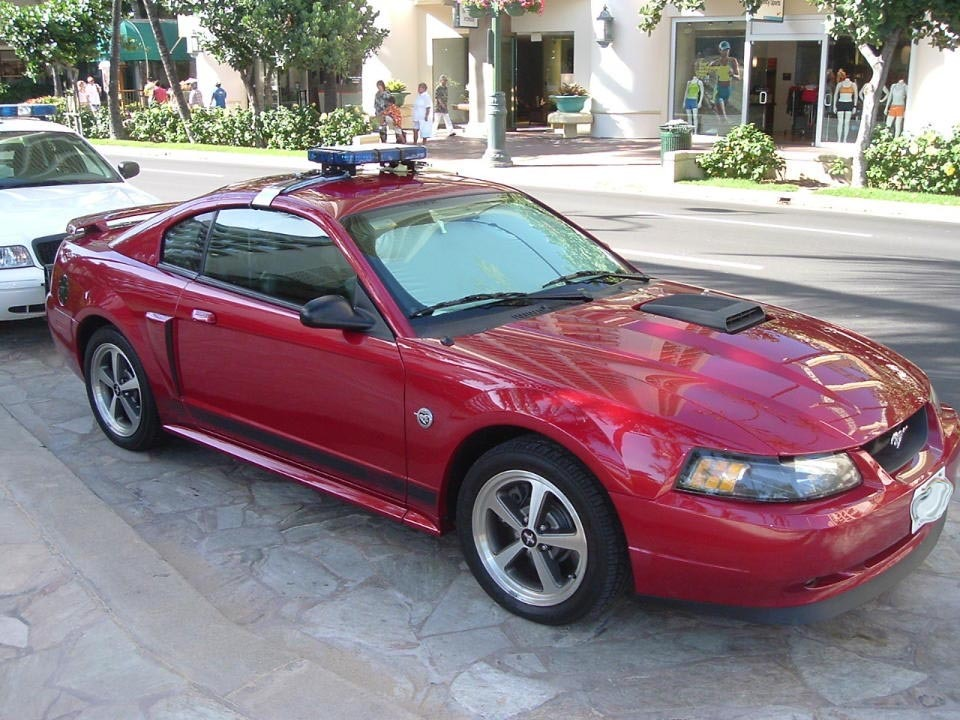
Ford Mustang Mach 1 "New Edge" sendo usado como um carro de polícia pelo Departamento de Polícia de Honolulu

### Indiana
- Dodge, Ford, Chevrolet, Polaris, Harley Davidson, Chrysler, Jeep, Subaru, etc.

### Iowa
- Dodge, Ford, Chevrolet, Lenco, Jeep, etc.[29]

### Kansas
- Dodge, Ford, etc.

### Kentucky
- Dodge, Ford, Chevrolet, Toyota, Humvee, Mercedes-Benz, etc.

### Louisiana
- Dodge, Ford, Chevrolet, GMC, Mercury, etc.

### Maine
- A Polícia do Estado do Maine usa vários Ford Mustangs Roush Performance disfarçados na rodovia Maine Turnpike.

### Massachusetts
- Dodge, Ford, Chevrolet, Buick, Mitsubishi, Honda, Hyundai, Humvee, Volkswagen, etc.

### Michigan
- Dodge, Ford, Chevrolet, Saturn, Lincoln, Jaguar, etc.

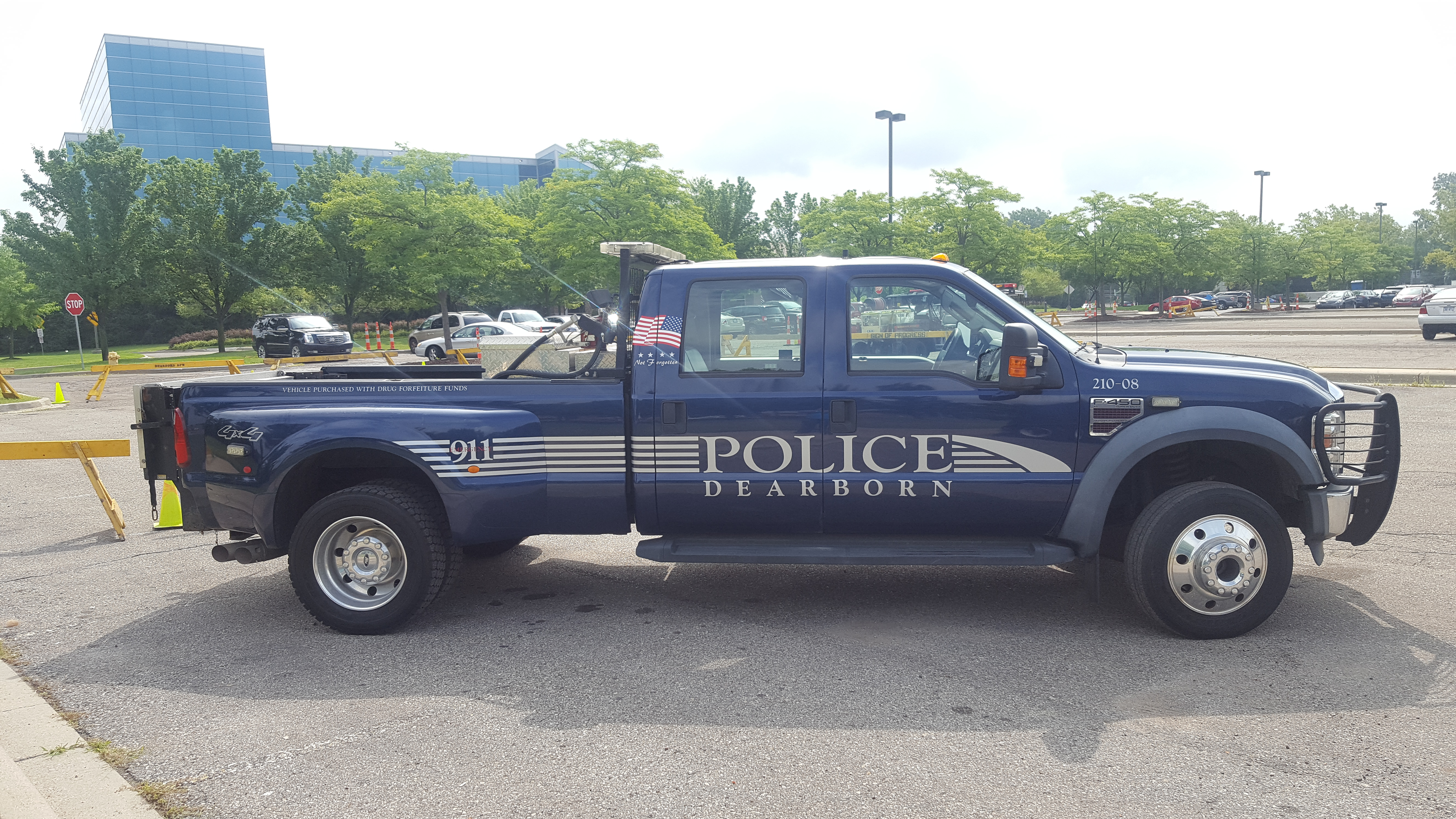
Picape policial, Dearborn, Michigan

### Minnesota
- Dodge, Ford, Chevrolet, GMC, Jeep, Pontiac, Freightliner, Lenco, etc.

### Mississippi
- Dodge, Ford, Chevrolet, etc.

### Missouri

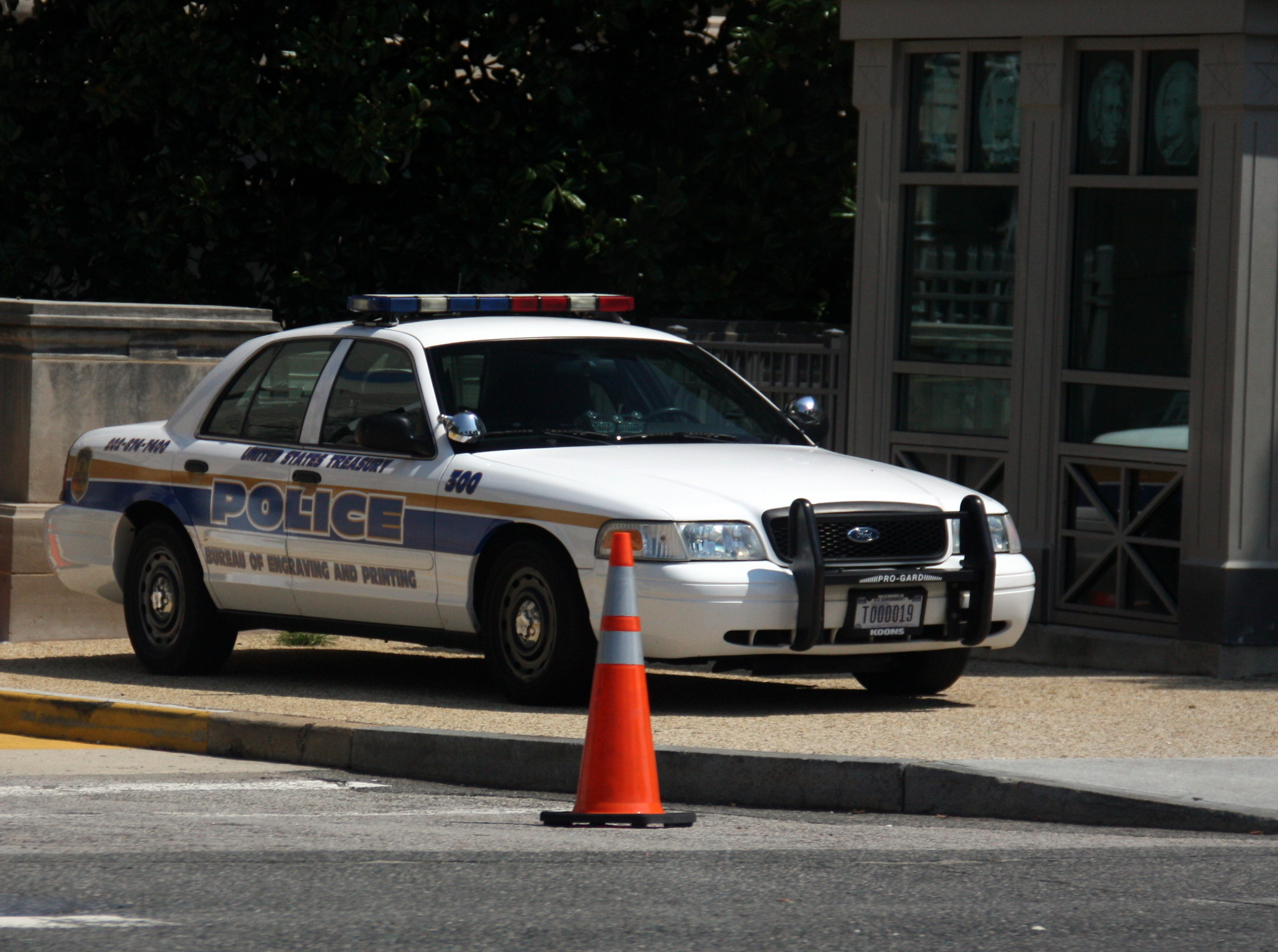
Viatura do Escritório de Gravura e Impressão, Departamento do Tesouro

- Ford, Nissan, Humvee, etc.

### Newfoundland And Labrador
- Ford, Chevrolet, etc.

### Nova Hampshire
- Dodge, Ford, Chevrolet, Audi, etc.

### Nova Jersey
- Dodge, Ford, Chevrolet, BMW, Chrysler, Humvee, etc.

### Novo México

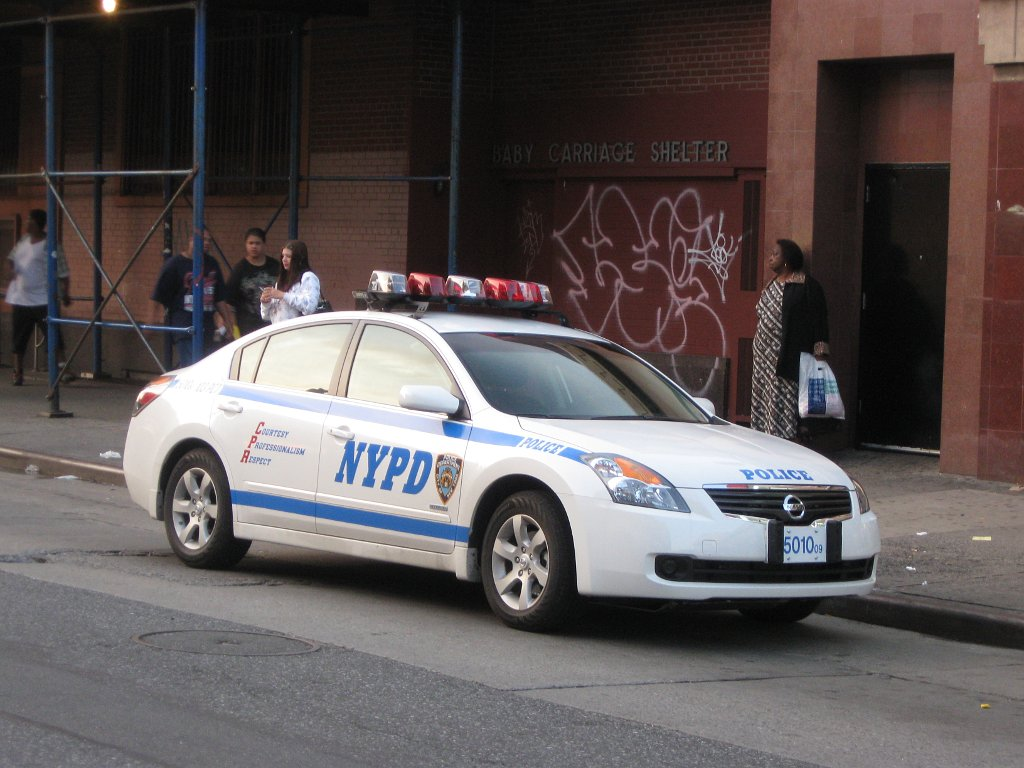
Nissan Altima híbrido, Nova Iorque

- Dodge, Chevrolet, etc.

### Nova Iorque
- Dodge, Ford, Chevrolet, GMC, Nissan, Volkswagen, Toyota, Tesla, etc.

### Carolina do Norte
- Dodge, Ford, Chevrolet, etc.

### Dakota do Norte
- Dodge, Ford, Chevrolet, etc.

### Nova Escócia
- Dodge, Ford, Chevrolet, GMC, Toyota, Honda, Pontiac, Volkswagen, etc.

### Ohio
- Dodge, Ford, Chevrolet, etc.

### Ontário

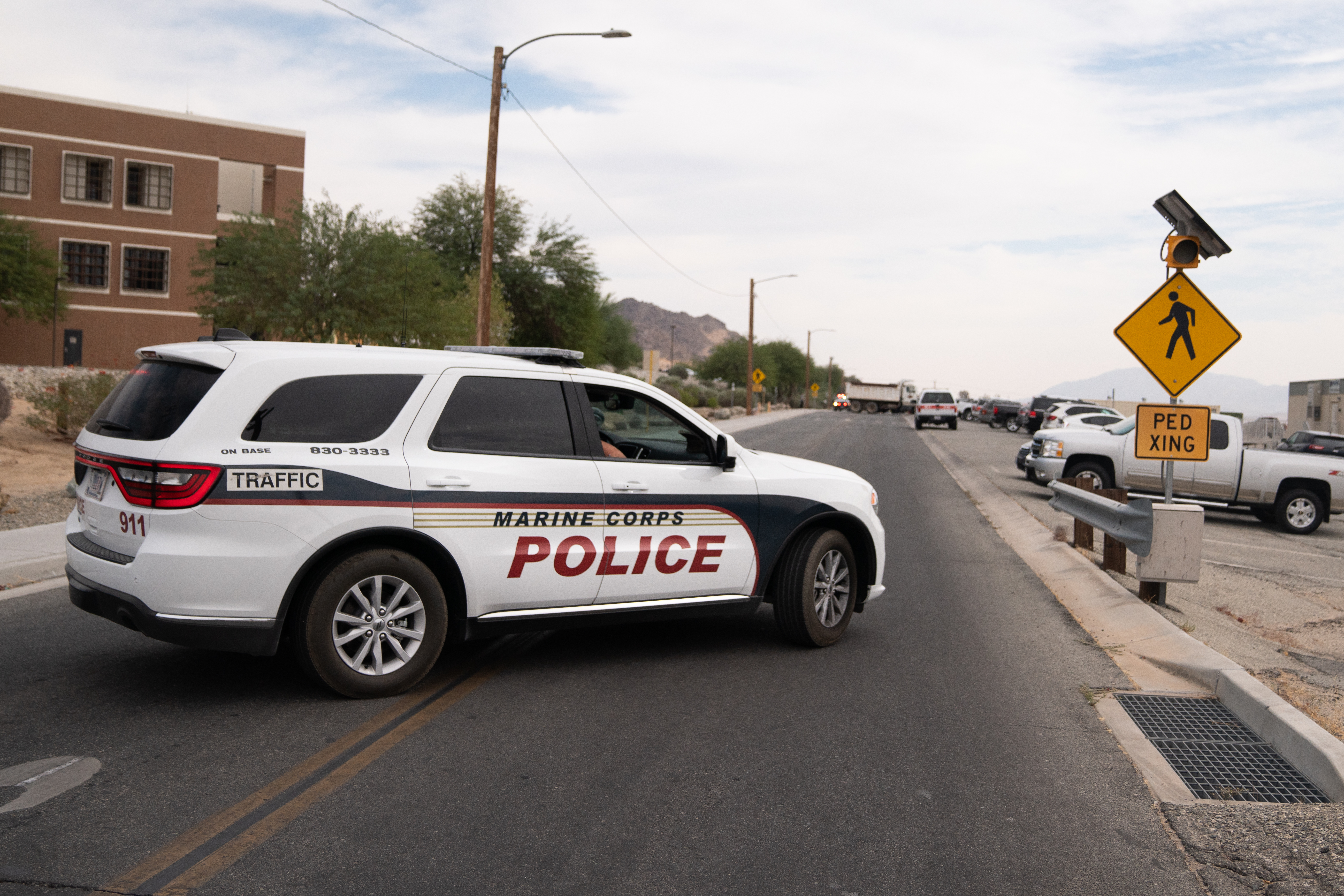
Polícia da Marinha durante um incêndio

- Dodge, Ford, Chevrolet, etc.

### Oklahoma
- Dodge, Ford, Chevrolet, Chrysler, Suzuki, Cadillac, etc.
- O Departamento de Polícia de Tulsa possui um Cadillac Escalade que diz "Este costumava ser o carro de um traficante de drogas, agora é nosso"
- O Departamento de Polícia de Blanchard possui um Chrysler 300 escrito: "Doado pelo seu Traficante de Drogas local".

### Oregon
- Ford, Chevrolet, Mini Cooper, Cadillac, Volkswagen, etc.
- O departamento de Polícia de Tigard tem um Cadillac Escalade escrito "Apreendido de um traficante de drogas local" no para-choque traseiro e logotipos do Drug Abuse Resistance Education.

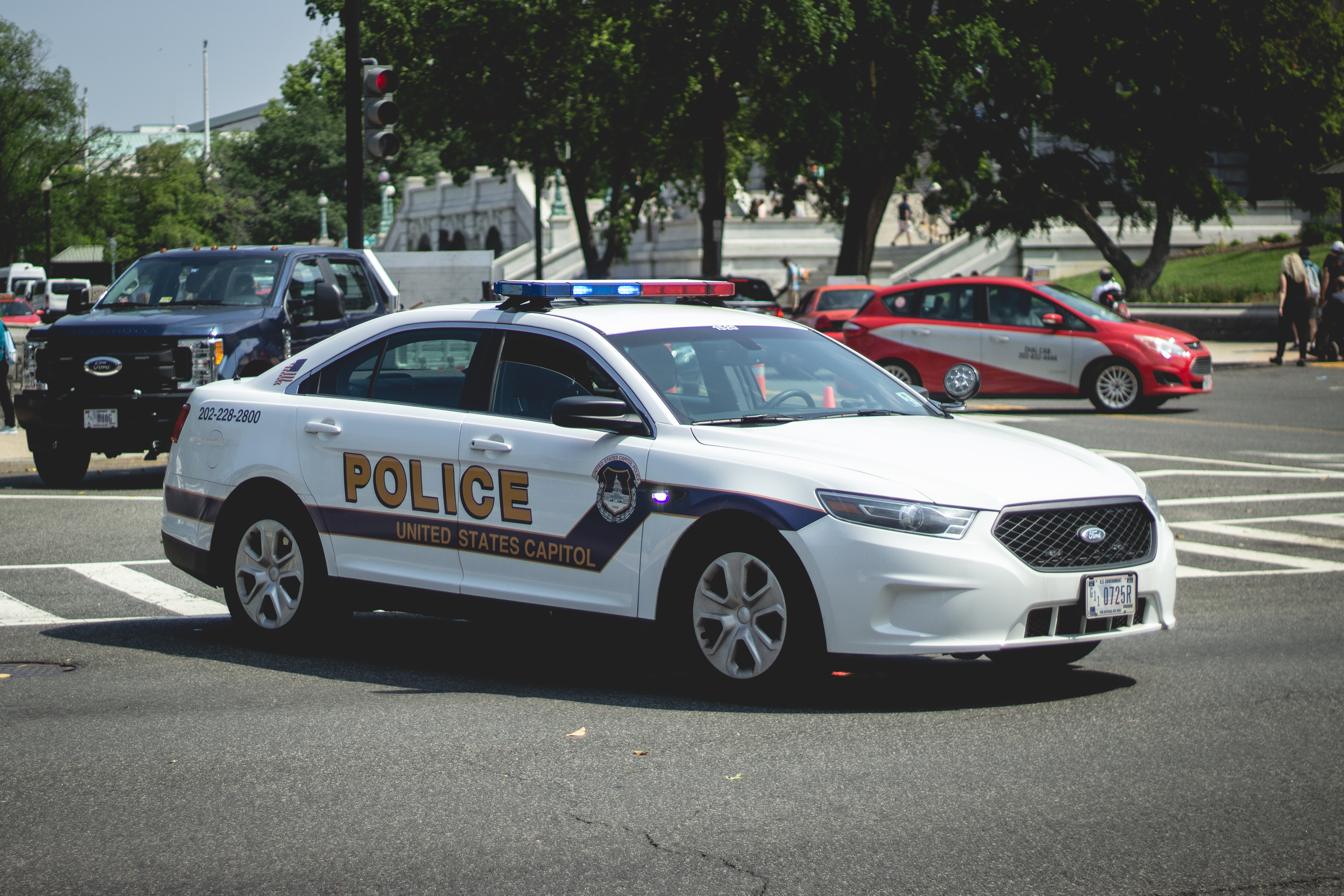
Polícia do Capitólio durante escolta presidencial

### Pensilvânia
- Dodge, Ford, Chevrolet, Buick, Oldsmobile, GMC, Mini Cooper, Pontiac, etc.

### Ilha Principe Edward
- Dodge, Ford, Chevrolet, GMC, etc.

### Porto Rico
- Dodge, Ford, Chevrolet, GMC, Nissan, Toyota, Suzuki, etc.

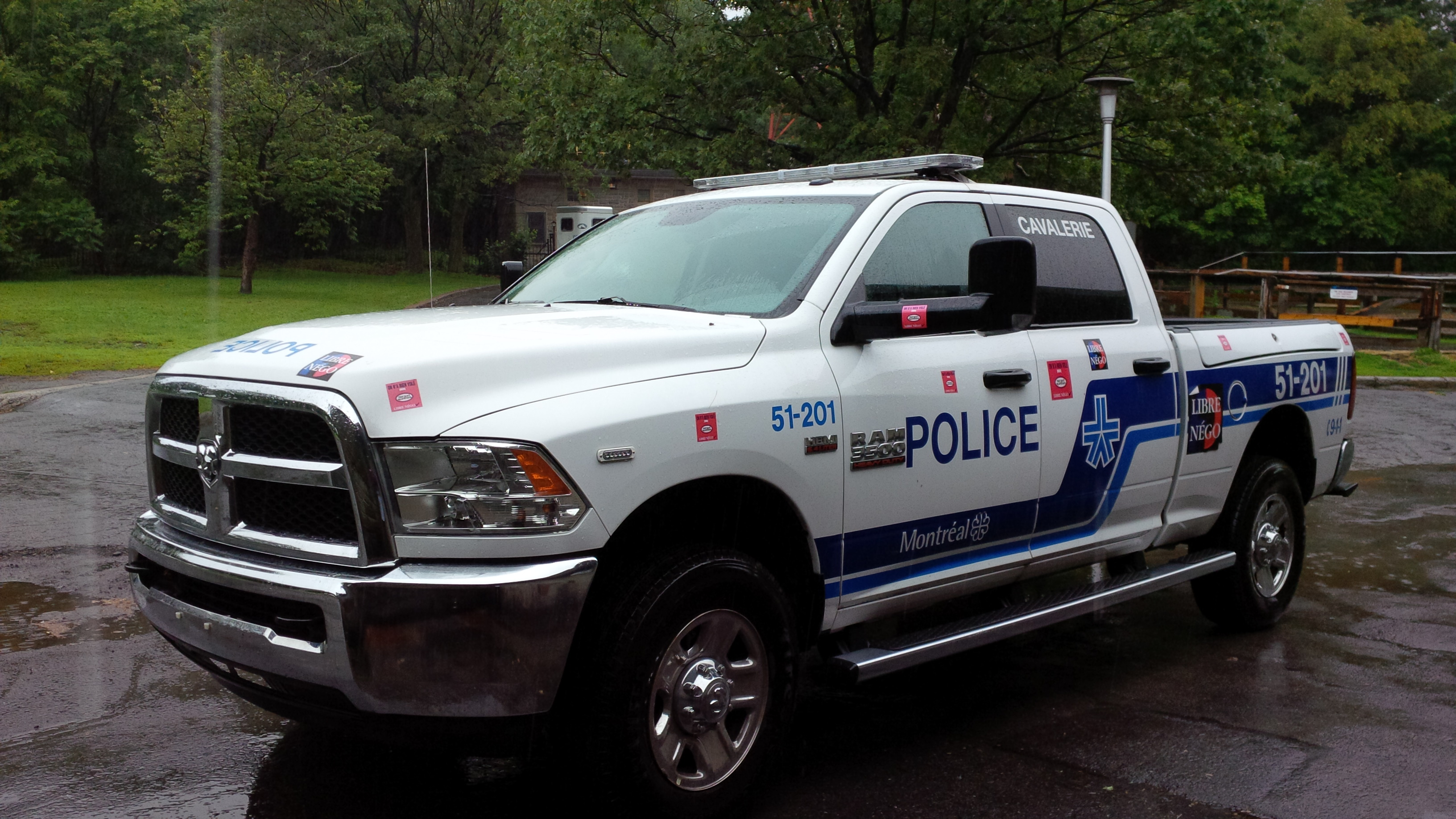
Uma picape da polícia de Montreal

### Quebec
- Dodge, Ford, Chevrolet, etc.

### Saskatchewan
- Toyota, etc.

### Carolina do Sul
- Dodge, Ford, Chevrolet, Volvo, BMW, etc.

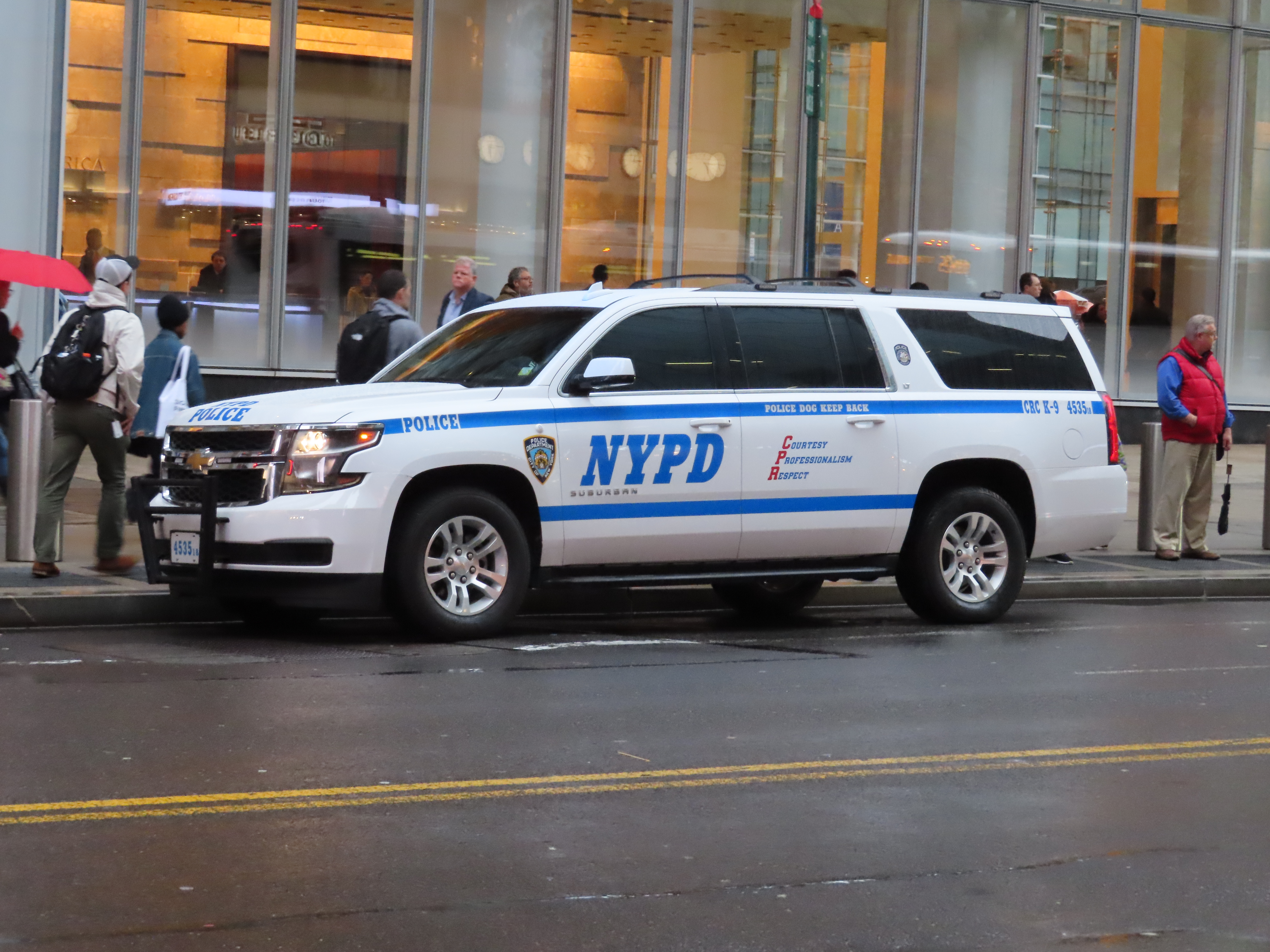
Viatura K-9, Chevrolet Suburban, Nova Iorque

Nissan Xterra doada para o Departamento do Xerife

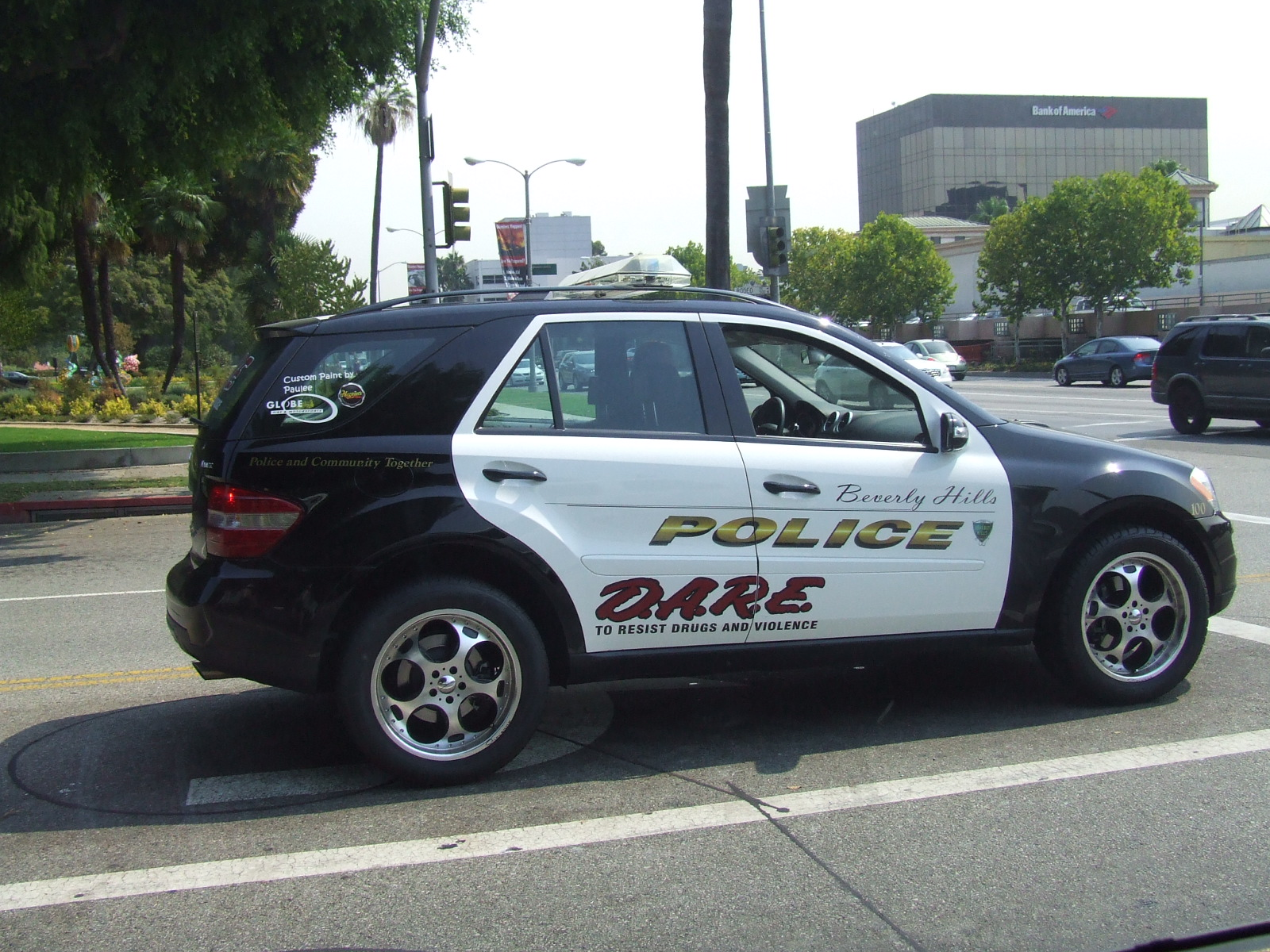
Mercedes-Benz do programa D.A.R.E, Beverly Hills

### Tennessee
- Dodge, Ford, Chevrolet, Volkswagen, etc.

### Texas
- Dodge, Ford, Chevrolet, Volvo, etc.

### Utah
- Dodge, Ford, Chevrolet, Subaru, etc.

### Virgínia
- Dodge, Ford, Chevrolet, Nissan, Hyundai, etc.

### Washington
- Dodge, Ford, Nissan, Jeep, Subaru, etc.

### Wisconsin
- Dodge, Ford, Toyota, etc.

### Programa Educacional de Resistência às Drogas e à Violência (D.A.R.E)
Vários programas de Educação para a Resistência ao Abuso de Drogas em departamentos locais têm alguns veículos notáveis marcados como carros de polícia para promover o programa. Os carros DARE aparecem em escolas e desfiles. Normalmente, esses carros são carros de alto desempenho ou que foram apreendidos. Eles são usados para enviar a mensagem de que os traficantes de drogas perdem todas as suas armadilhas glamorosas quando são pegos.
Os carros incluem mas não se limitam a:
- Dodge, Ford, Chevrolet, Nissan, Mercedes-Benz, Toyota, Mazda, Jaguar, Chrysler, Harley Davidson, White Motor Company, Orion, etc.

## Futuro
A Ford encerrou a produção do onipresente Ford Crown Victoria Police Interceptor em 2011. O modelo foi substituído pelo Ford Police Interceptor Sedan e pelo Ford Police Interceptor Utility. Em 12 de março de 2010, um protótipo do Ford Police Interceptor Sedan baseado na plataforma do Taurus de sexta geração foi demonstrado no Las Vegas Motor Speedway. A Ford garantiu às agências de aplicação da lei que estaria em produção quando o último Crown Victoria fosse construído em setembro de 2011. O carro também foi exibido para gerentes de frota no Canadá e nos Estados Unidos na exposição da National Association of Fleet Administrators (NAFA) em Detroit. Meses depois que o Sedan foi lançado, um protótipo do Ford Police Interceptor Utility baseado na quinta geração do Ford Explorer foi apresentado na fábrica de Chicago, pelo então Vice-Presidente de Marketing, Vendas e Serviços dos EUA, Ken Czubay. A produção do Police Interceptor Sedan começou em 2012 como um modelo 2013.
O Dodge Charger Pursuit foi apresentado pela primeira vez como uma carroceria LX em 2006. Em 2011, como uma carroceria LD, várias mudanças foram feitas para resolver uma série de problemas do modelo anterior. O motor 3.6 V6 oferecia desempenho igual ou melhor do que o Crown Victoria, com uma economia de combustível superior. Os 5.7 Hemi estabeleceu recordes durante os testes anuais com a Polícia do Estado de Michigan. No final de 2014, a Dodge superou muitos seus próprios recordes com a versão AWD, tornando-se o único sedã da Chrysler com AWD e V8. Em meados de 2016, mais de 40% de todos os novos Chargers eram AWD.
Antes do lançamento do AWD a Ford detinha 60% do mercado policial. Em 2015, e especialmente em 2016, a Dodge ganhou margem de mercado.
No fim de 2021 o Departamento de Polícia de Nova Iorque adquiriu 184 Mustang Mach-E, o modelo passou nos testes conduzidos pela Polícia de Michigan, referência em testes do setor, o modelo foi o primeiro veículo totalmente elétrico a passar nos testes. A cidade também estuda adquirir 250 Tesla Model 3.